# Hloubětín
Hloubětín (německy Hlaupětin – jen do roku 1907?, v letech 1940–1945 Tiefenbach) je městská čtvrť a katastrální území v pražském městském obvodu Praha 9. Převážná část Hloubětína spadá do městské části Praha 14. Část západně od Průmyslového polookruhu (například Vozovna Hloubětín, Tesla Hloubětín, Hořejší rybník na Rokytce a zástavba kolem Jahodnické ulice), s výjimkou bloku u ulice Na obrátce patří do městské části Praha 9. Do městské části Praha 10 patří jen nepatrný pruh neobydlené a nezastavěné země mezi objektem Perlitu a Konstruktivy a železniční spojkou Malešice–Jahodnice západně od Průmyslové ulice.

## Název

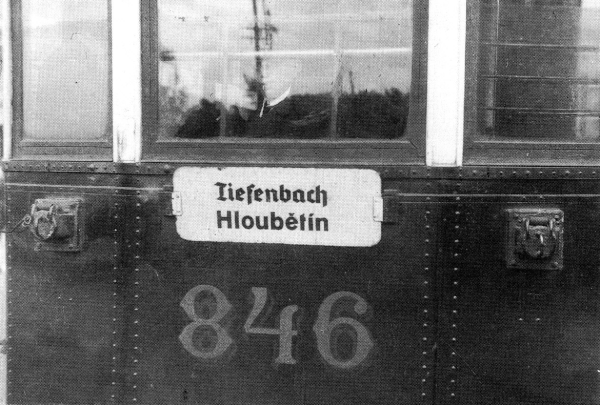
Protektorátní dvojjazyčný nápis – napřed německy Tiefenbach, pak česky Hloubětín.

Současný název Hloubětín se užívá teprve od roku 1907, kdy byl na žádost obyvatel obce úředně změněn. Do té doby se obec jmenovala Hloupětín, původně Hlúpatín, ve smyslu „Hlúpatův dvůr“. To se odvozovalo od osobního jména Hlúpata s významem „hloupý“ nebo „hlupák“. Dochovalo se více podob jména obce. Všechny písemnosti až do husitské revoluce, které obsahují název Hloubětína, byly psány latinsky. Názvy se liší počáteční souhláskou a samohláskou druhé slabiky. K roku 1207 je doložen tvar Lupatin (papežská listina), 1233 Glupetin (listina české královny), 1253 Hlupetin (listina českého krále), 1257 Lupetin (listina pražského biskupa) a 1363 Lupotin (křižovnická kniha). Nejstarším dokladem o Hloubětíně v češtině je křižovnický urbář z roku 1515, kde je uveden Hlaupietin, který se však vyslovoval jako Hloupětin. Od 18. století převažují dokumenty v němčině, v nich se k roku 1701 objevuje forma Hlaupietin (křižovnická mapa), podobně k roku 1835 Hlaupětin (pamětní kniha) a 1842 Hlaupetin (Grundbuch). Úřední podobou do roku 1907 byl Hloupětín a konečně od roku 1907 Hloubětín. V období Protektorátu Čechy a Morava byl úřední název v němčině Tiefenbach, to znamená „hluboký potok“. Další verze o původu názvu, že se obec nacházela v hlubokém údolí nebo že zde byly hluboké doly písku, jsou mylné.

## Znak

Znak Prahy 14

Obce Hloubětín a sousední Kyje v minulosti neužívaly znak. V roce 1994 se staly součástí Prahy 14, které byl 27. ledna 1997 udělen znak (a vlajka). Jedná se o polcený štít, v jehož heraldicky levém poli (z pohledu pozorovatele vpravo) je přeneseně znázorněn Hloubětín. Červený osmihrotý maltézský kříž nad šestipaprsčitou hvězdou v černém poli představuje Rytířský řád křižovníků s červenou hvězdou, kteří po několik staletí Hloubětín vlastnili. Pravé pole představuje dominantu Kyjí – věž románského kostela svatého Bartoloměje.

## Historie

### Významná data
- 1207 první písemná zmínka, majetek řádu německých rytířů
- 1235 majetek křižovníků s červenou hvězdou
- 1257 stavba gotického kostela sv. Jiří
- 1723 v hloubětínské hospodě poobědval Karel VI. při své korunovační cestě[12]
- 1733 zřízena škola
- 1767 otevření dolu sv. Antonína
- 1873 stavba vily dr. Linhardta, pozdějšího „hloubětínského zámečku“
- 1882 zprovozněna železniční zastávka Praha-Hloubětín na trati do Kolína (zrušena 1976)
- 1883 založení sboru dobrovolných hasičů
- 1891 otevření nové školní budovy čp. 78
- 1896 založení místního Sokola
- 1907 změna jména na přání obyvatel na dnešní podobu Hloubětín
- 1907 založení dramatického spolku Beseda J. K. Tyl
- 1922 připojení k Praze
- 1926 výstavba nové sokolovny
- 1930 položení základního kamene kamenného divadla (nakonec nepostaven)
- 1931 prodloužení tramvajové tratě na území Hloubětína
- 1941 otevření nové školní budovy čp. 700
- 1951 zahájení provozu Hloubětínské vozovny
- 1965 dokončení výstavby sídliště Hloubětín
- 1965 železniční nehoda (66 raněných a 14 mrtvých)
- 1975 dokončení výstavby sídliště Lehovec
- 1976 prodloužení tramvajové trati na Lehovec
- 1976 otevření plaveckého bazénu
- 1994 vznik městské části Praha 14, jejíž součástí se staly 2/3 území Hloubětína (cca 97 % obyvatel)
- 1999 otevření stanice metra Hloubětín
- 2005 zprovozněn první babybox v Česku (v roce 2019 byl přesunut do Fakultní nemocnice Královské Vinohrady)
- 2019 otevření volnočasového centra H55

### Pravěk
Na území Hloubětína se nalezlo několik zajímavých artefaktů z prehistorické doby. Je doloženo, že lidé zde žijí nejpozději od 5. tisíciletí př. n. l. Usazovali se v úrodném údolí Rokytky, v okolních lesích byl dostatek zvěře i otop. Mladší dobu kamennou dokládá úlomek poháru a džbánkovitý pohár s uraženým uchem, které byly nalezeny v bývalé hloubětínské pískovně. Ve stejné lokalitě byly nalezeny zdobené poháry kultury zvoncovitých pohárů. Hrob mohylové kultury, který dokládá život doby bronzové, byl nalezen v okolí dnešní ulice U Elektry. Jeho bohatou výbavu tvořily tři mísy, jeden džbánek, bronzový meč, dýka, šest hrotů šípů, sekera a zlomky tyčinky. V roce 1953 proběhl na území mezi ulicemi Poděbradská, Mezitraťová a Nademlejnská (areál Tesly Hloubětín) archeologický výzkum, který odhalil rozsáhlou řemeslnickou osadu doby halštatské, která byla obehnána dvojitou palisádou. Osada byla zřetelně rozdělena na obytnou a výrobní část, její obyvatelé se zabývali tkalcovstvím a železářstvím. Především v hrobech se našly nože, sekery, meče, ozdoby, kování vozů, železné obruče, hřeby. Předměty byly zdobeny geometrickými ornamenty z přímek, kružnic, trojúhelníků a bodů. Dobu laténskou připomíná hrob se železným mečem v pochvě, zlatým prstenem a nákrčníkem v dnes již neexistující Felixově cihelně nebo ploché kostrové pohřebiště se šperky ve Farkašově pískovně.

### Středověk

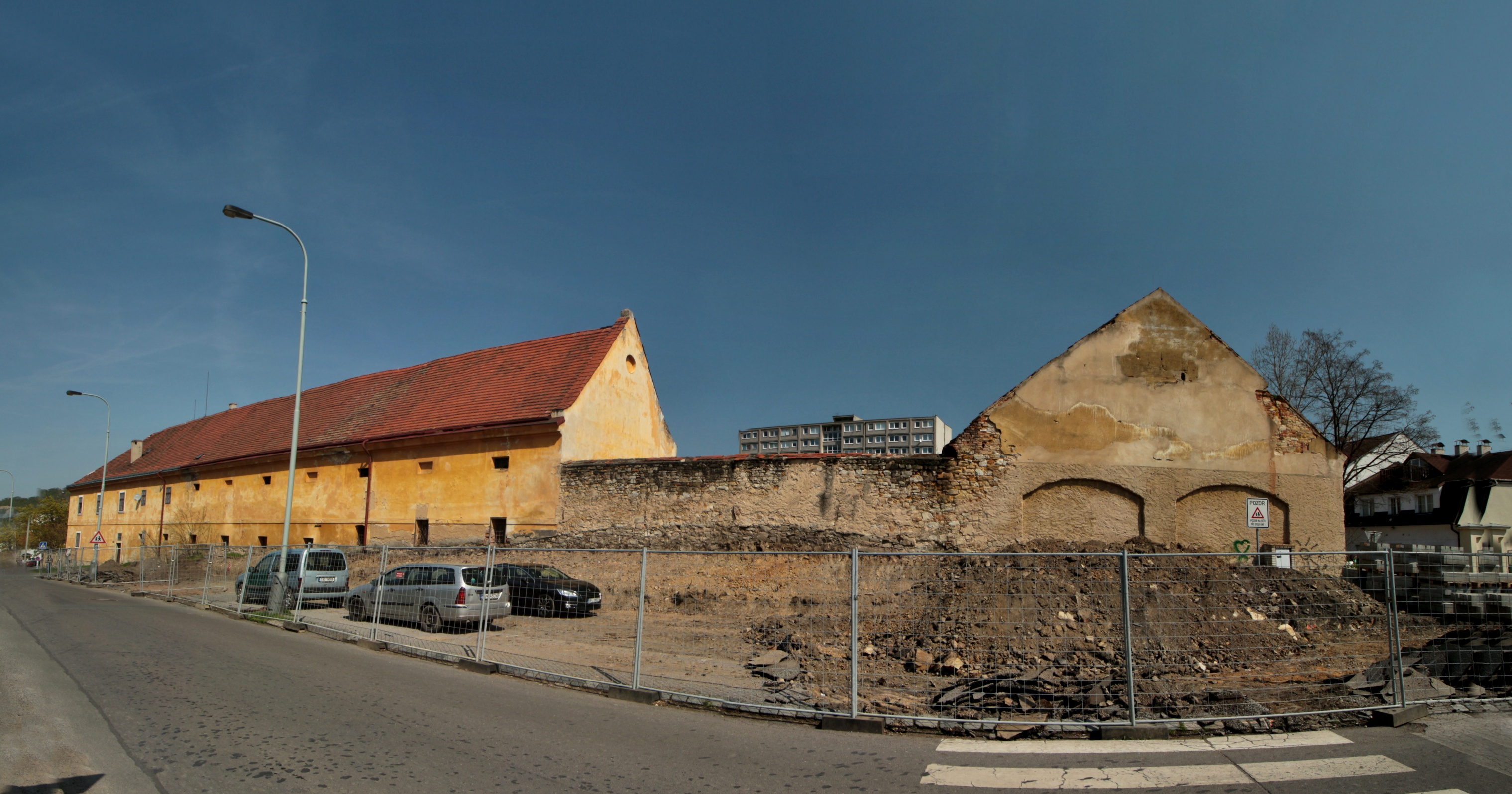
Bývalý dvůr křižovníků v Hloubětíně

Hloubětín je poprvé zmiňován za vlády třetího českého krále Přemysla Otakara I. Papežská listina Inocence III. z roku 1207 potvrzovala, že Hloubětín a čtyři další vesnice náležely řádu německých rytířů. V roce 1233 ves koupila královna Konstancie Uherská (1180–1240), vdova po Přemyslu Otakarovi I., ale již o 2 roky později ji věnovala špitálu sv. Františka, který založila její později svatořečená dcera Anežka Česká (1211–1282). Ze špitálního bratrstva se vyvinul církevní řád, který v roce 1237 potvrdil papež Řehoř IX. V roce 1252 mu byl udělen znak a název, od té doby je znám jako křižovníci s červenou hvězdou. Hloubětín v rukou křižovníků potvrzuje papežská listina Řehoře IX. z roku 1238. Do majetku řádu patřily ještě dvě menší osady Humenec a Hnidošice ležící v bezprostřední blízkosti Hloubětína, které však zcela zanikly. Hnidošice byly pravděpodobně zničeny za husitských válek, Humenec v 16. století nebo až za třicetileté války. Jejich lokalizace je nejistá, polohu Humence alespoň přibližně určuje ulice V Humenci. Křižovníci byli na svém panství osvobozeni od placení daní a byla jim přiznána vlastní soudní pravomoc. Rytířský řád křižovníků byl hloubětínskou vrchností s dvěma přestávkami až do zrušení poddanství v roce 1848. Zabaven jim byl za husitských válek a v době druhého českého stavovského protihabsburského povstání. Význam Hloubětína pro řád dokládá fakt, že u kostela sv. Jiří vzniklo centrální řádové pohřebiště. V Hloubětíně měl řád svou rezidenci, hospodářský dvůr, faru a hospodu.
Přes Hloubětín vedla důležitá komunikace z východu země k pražské Špitálské bráně, z čehož profitoval místní zájezdní hostinec. Zdrželi se v něm i panovníci, mezi nimi Karel IV. v roce 1350 během inspekce hloubětínských lomů, Karel VI. cestou na korunovaci v roce 1723, Marie Terezie, Josef II. během vojenských manévrů a Ferdinand V. Dobrotivý. Hostinec poskytoval spoustu služeb, nejen stravu, nocleh a ustájení koní, ale také kovářské, kolářské, sedlářské práce a čištění kočárů od prachu. Stará krčma zanikla v době třicetileté války, současná stavba je z roku 1711.
Z proslulých hloubětínských lomů pocházel kámen na stavbu Karlova mostu a i katedrály svatého Víta, prokazatelně byl užit na Wohlmutově kruchtě a velké věži.
Husité Hloubětín křižovníkům zabrali a vlastnili ho poté Pražané. V roce 1454 byl rozhodnutím krále Ladislava Pohrobka křižovníkům navrácen. V roce 1477 řád Hloubětín pronajal na šest let Ondřejovi Běchovskému za roční plat 36 kop českých grošů a polovinu výlovu ze dvou rybníků.

### Novověk

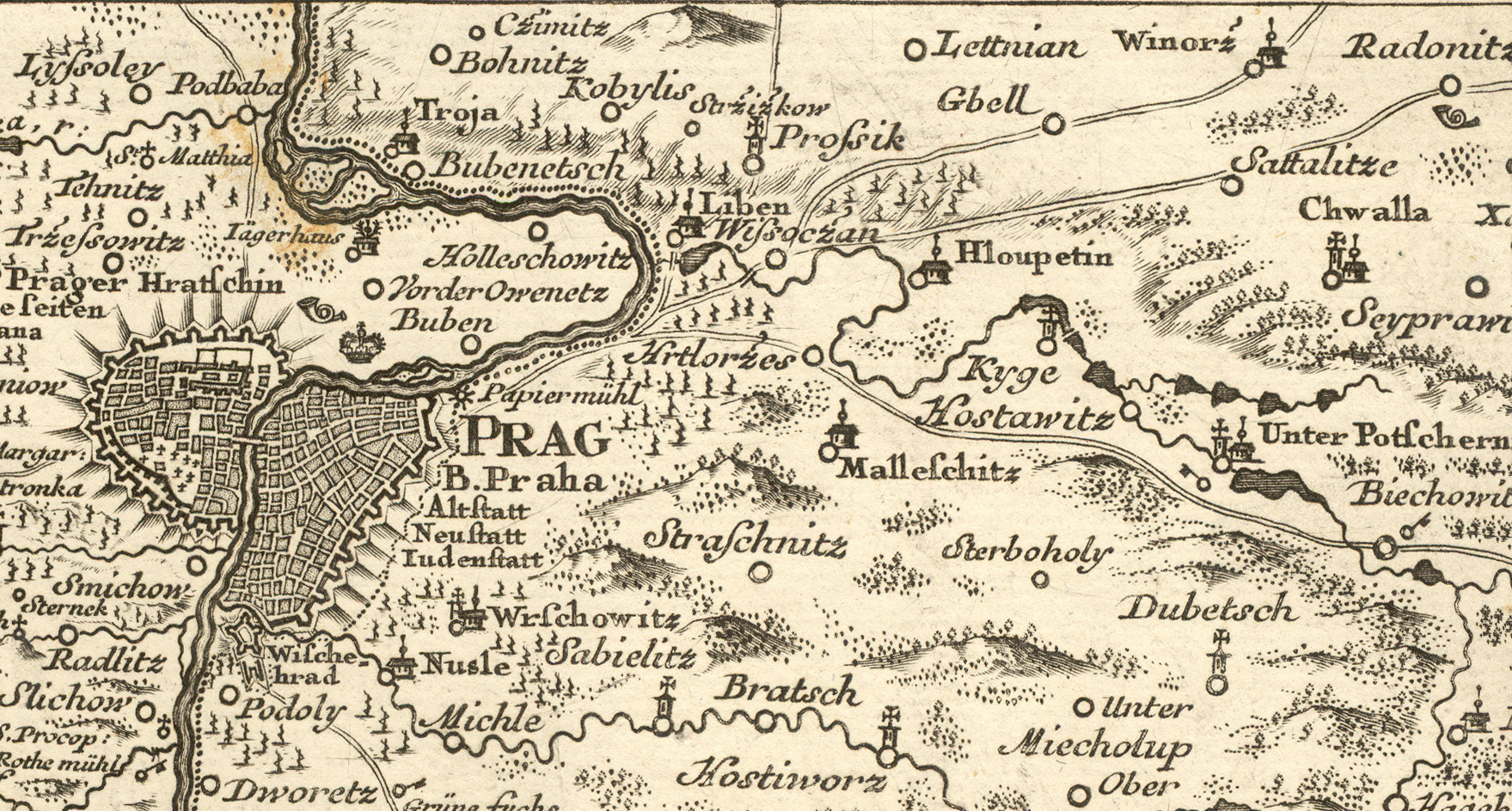
Müllerova mapa Čech z roku 1720. Detail mapového listu č. XIII, zobrazující jihovýchodní okolí Prahy včetně obce Hloubětín.

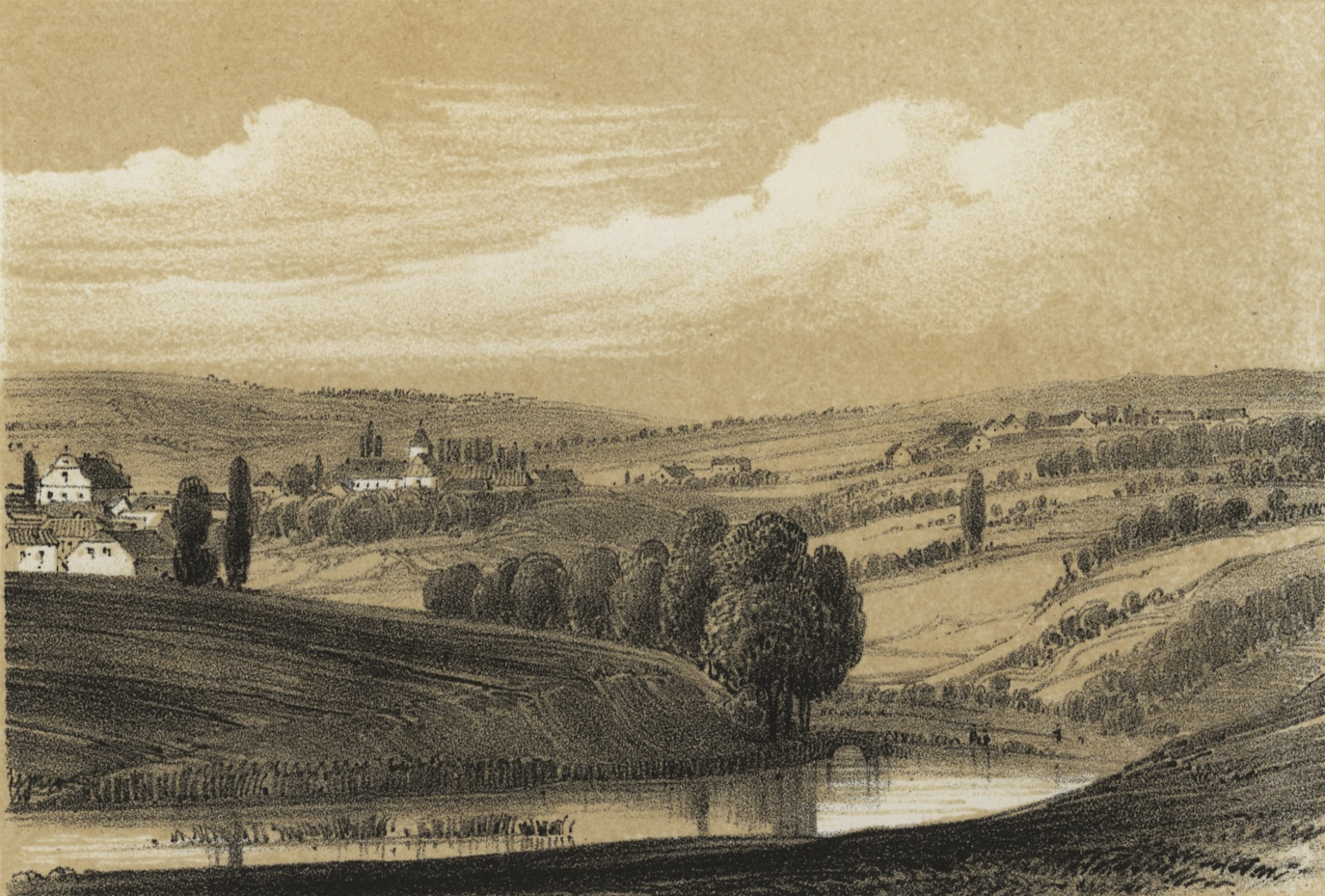
Pohled na Hloubětín v roce 1845.

Přínosným zdrojem informací o poddaných a jejich povinnostech k roku 1515 je křižovnický urbář, který dokládá, že v Hloubětíně bylo pět selských usedlostí (dnešní čp. 16, 17, 19 a zbořené čp. 3 a 4), naprava a krčma s kovárnou. Ve druhé polovině 16. století se v Hloubětíně nacházelo devět poddanských gruntů včetně kováře a mlynáře a samozřejmě vrchnostenský dvůr a kostel.
Počátkem 17. století pronajali křižovníci kamenolom Novému Městu pražskému na patnáct let, tuto dohodu po uplynutí nájemní smlouvy posléze ještě prodloužili. Roční nájem činil 20 kop míšeňských. Během druhého českého stavovského protihabsburského povstání se majitelem Hloubětína stal Zdeněk Smolík z Lavic a na Velké Baště, ale po bitvě na Bílé hoře byl křižovníkům navrácen. Po třicetileté válce stálo v Hloubětíně 11 domů a 1 pustá chalupa.
V 18. století se v Hloubětíně občerstvilo několik panovníků. Cestou na korunovaci do Prahy zde 30. června 1723 poobědval Karel VI. a s ním i jeho dcera Marie Terezie. Dne 29. dubna 1743 Hloubětín navštívila Marie Terezie ještě jednou cestou na svou vlastní korunovaci, doprovázel ji její choť František I. Štěpán Lotrinský. V roce 1733 otevřeli křižovníci v Hloubětíně školu. V polovině 18. století tvořilo ves devět gruntů, kaple sv. Jiří, panský dvůr, obydlí pro administrátora a hosty, panská hospoda, mlýn, škola, ovčín a kovárna. Na severovýchodě Hloubětína v dnešních Hutích otevřeli v roce 1767 Jan Šimon Krenn a Kryštof Berger důl svatého Antonína. Těžil se tam kamenec a později i uhlí.
V roce 1836 byl rozhodnutím obce domek čp. 2 přeměněn v chudobinec, který v roce 1839 poskytoval ubytování pěti potřebným. Z bohatších sedláků se stali patroni chudobince, tzv. otcové chudých, kteří na jeho provoz přispívali.
V roce 1843 bydlelo v Hloubětíně ve 46 domech asi 400 obyvatel. O půl století (v roce 1890) se počet více než ztrojnásobil. V 77 domech žilo 1362 obyvatel.
V roce 1883 byl založen sbor dobrovolných hasičů, do jehož čela se postavil starosta obce a rolník v čp. 20 Jan Komeda. Hasiči poprvé zasahovali o rok později při požáru Grabovy továrny v Libni a ve stejném roce ještě v Kyjích, v roce 1885 pomáhali hasit v Hostavicích. V roce 1885 hasili přímo v Hloubětíně, když začal hořet majetek křižovníků. V roce 1896 byla založena tělovýchovná jednota Sokol.
Velkostatek Ďáblice a Hloubětín v okrese Karlín měl v roce 1894 celkovou výměru 396,61 hektarů. Skládal se z 298,12 ha polí, 16,39 ha zahrad, 16,41 ha luk, 27,22 ha pastvin, 33,15 ha lesů, 1,98 ha stavebních míst a 3,34 ha neúrodné půdy. Dvůr v Ďáblicích o výměře 240 ha byl ve vlastní správě křižovníků, zatímco hloubětínský dvůr o výměře 125 ha byl pronajímán Bedřichovi Freyovi z Freyenfelsu. Velkostatek prodával pšenici, ječmen, cukrovku a mléko, katastrální výnos činil 10074 zlatých.

### 20. století

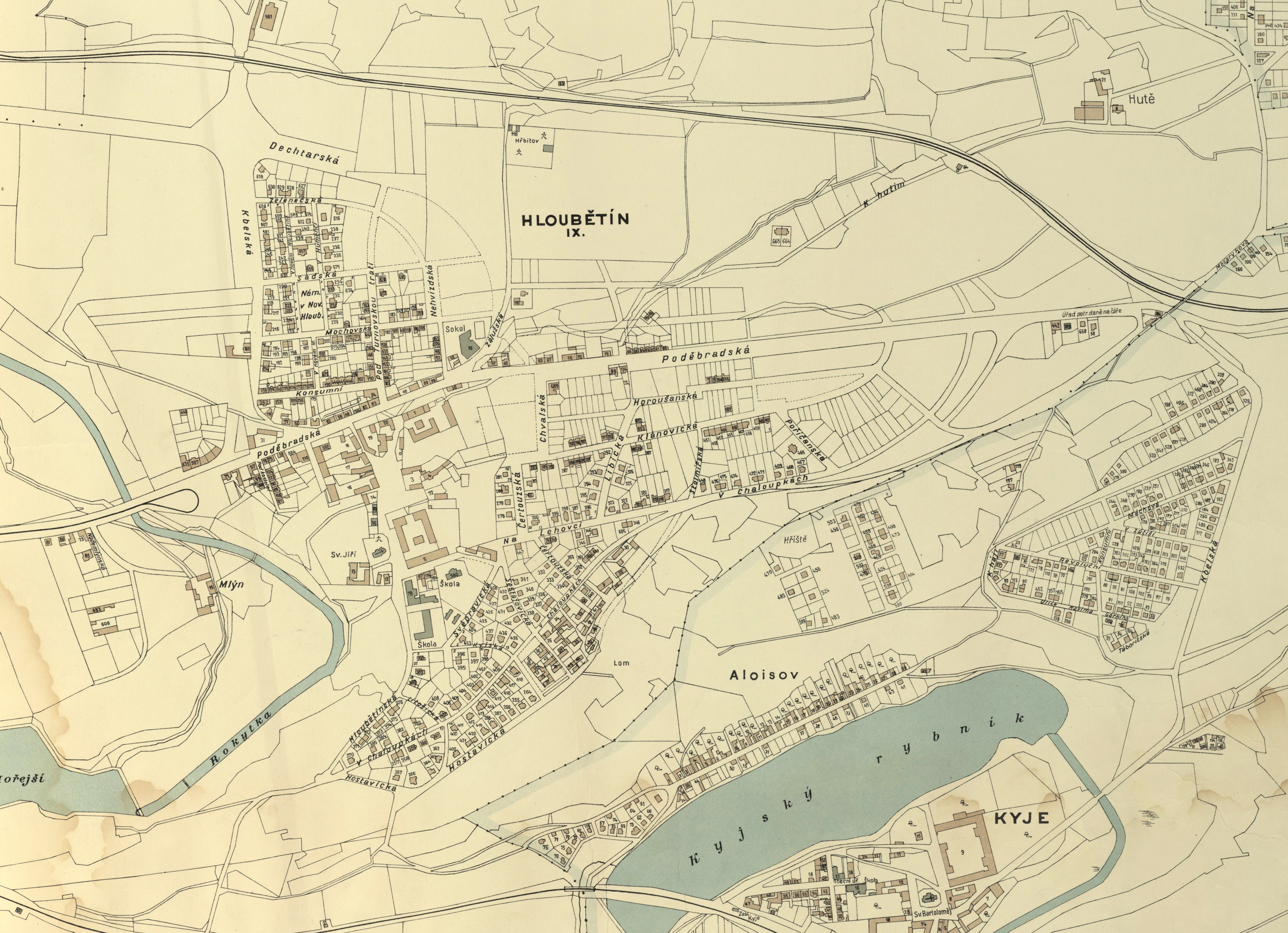
Plán Hloubětína z roku 1938

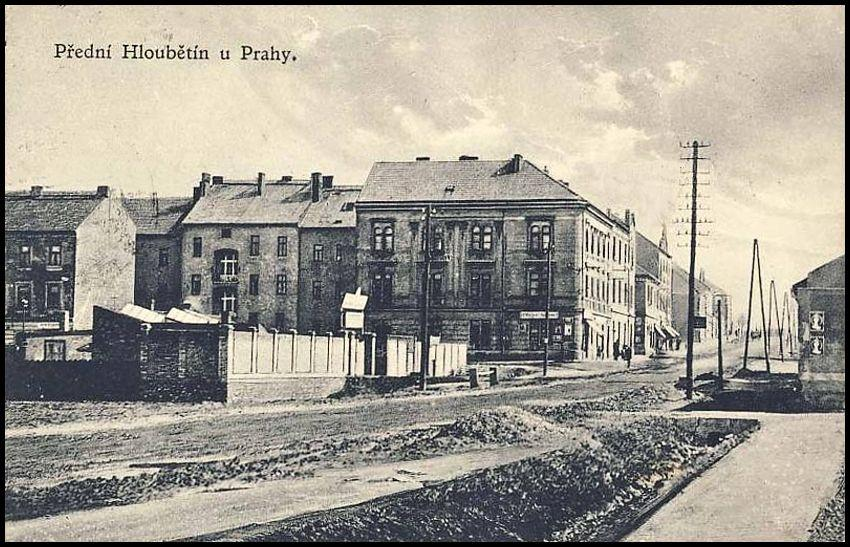
Pohled na ulici Poděbradská v Předním Hloubětíně východním směrem. Za ohradou vlevo je ulice V Předním Hloubětíně.

V roce 1900 obec spadala do karlínského okresu a žilo zde 1875 obyvatel. Nacházel se zde zámek, výroba umělých hnojiv, laku a fermeže a pískovny. O sedm let později byl z podnětu místních úředně změněn název obce z Hloupětína na Hloubětín, protože starý název „dával podnět k mrzutostem“. V roce 1907 byl v hostinci U Sokola založen dramatický spolek Beseda J. K. Tyl, který do roku 1938 uspořádal na 150 představení. Představení byla hrána v restauraci U Orla, později v Hloubětínském zámečku. Heslo spolku znělo Všechny kroky naše musí vésti láska k národu a jeho štěstí. Na praporu bylo heslo V práci a vědění jest naše spasení. V roce 1917 u příležitosti 10. výročí vzniku spolku bylo pod zámkem vybudováno divadlo v přírodě (divadlo pod hradem). Spolek plánoval postavení kamenného divadla zvaného Tylův dům, v roce 1930 k němu položili základní kámen, následkem hospodářské krize 30. let však nebyl postaven. V dubnu a květnu 1920 řádila v Předním Hloubětíně epidemie pravých neštovic, které podlehlo 26 lidí.
Podle sčítání lidu v Hloubětíně v roce 1921 žilo 3219 obyvatel, kteří bydleli ve 187 číslech popisných, 61 procent obyvatel byli katolíci a 33 procent bez vyznání. Téhož roku byl dostavěn dům čp. 184, který se stal prvním domem postaveným za Československa. Důležitým milníkem v dějinách obce bylo začlenění Hloubětína do hlavního města 1. ledna 1922 jako součást Prahy IX na základě zákona o Velké Praze.
Dopravní obslužnost se výrazně zlepšila v roce 1931, kdy byla na území Hloubětína protažena tramvajová trať. Mezi 3. lednem 1932 a 27. lednem 1969, to znamená 37 let, jezdila linka číslo 5 po stejné trase z Hloubětína, přes Harfu, Palmovku, Švábky, náměstí Republiky, Můstek, most Legií, Arbesovo náměstí, Smíchovské nádraží do Hlubočep. V roce 1948 byla prodloužena vysočanská větev tramvajové trati do Nového Hloubětína. V roce 1950 byly libeňská a vysočanská tramvajová větev propojeny. Dne 10. března 1951 byl zahájen provoz v jediné poválečné vozovně pražských tramvají v Hloubětíně. V roce 1976 byla tramvajová trať prodloužena až na sídliště Lehovec, které se tehdy stavělo.
V roce 1946 došlo v Hloubětíně k úpravě katastrálního území. Oblast Vinice, tedy území od Hrdlořez k železniční trati připadla k Hrdlořezům, zatímco hrdlořezská nouzová kolonie Za Mostem, kterou tvořilo asi 50 domků, připadla k Hloubětínu. Přední Hloubětín byl připojen k Vysočanům. Následkem těchto třech změn se katastr Hloubětína zmenšil na 540 hektarů. V roce 1947 měl Hloubětín téměř 7300 obyvatel.

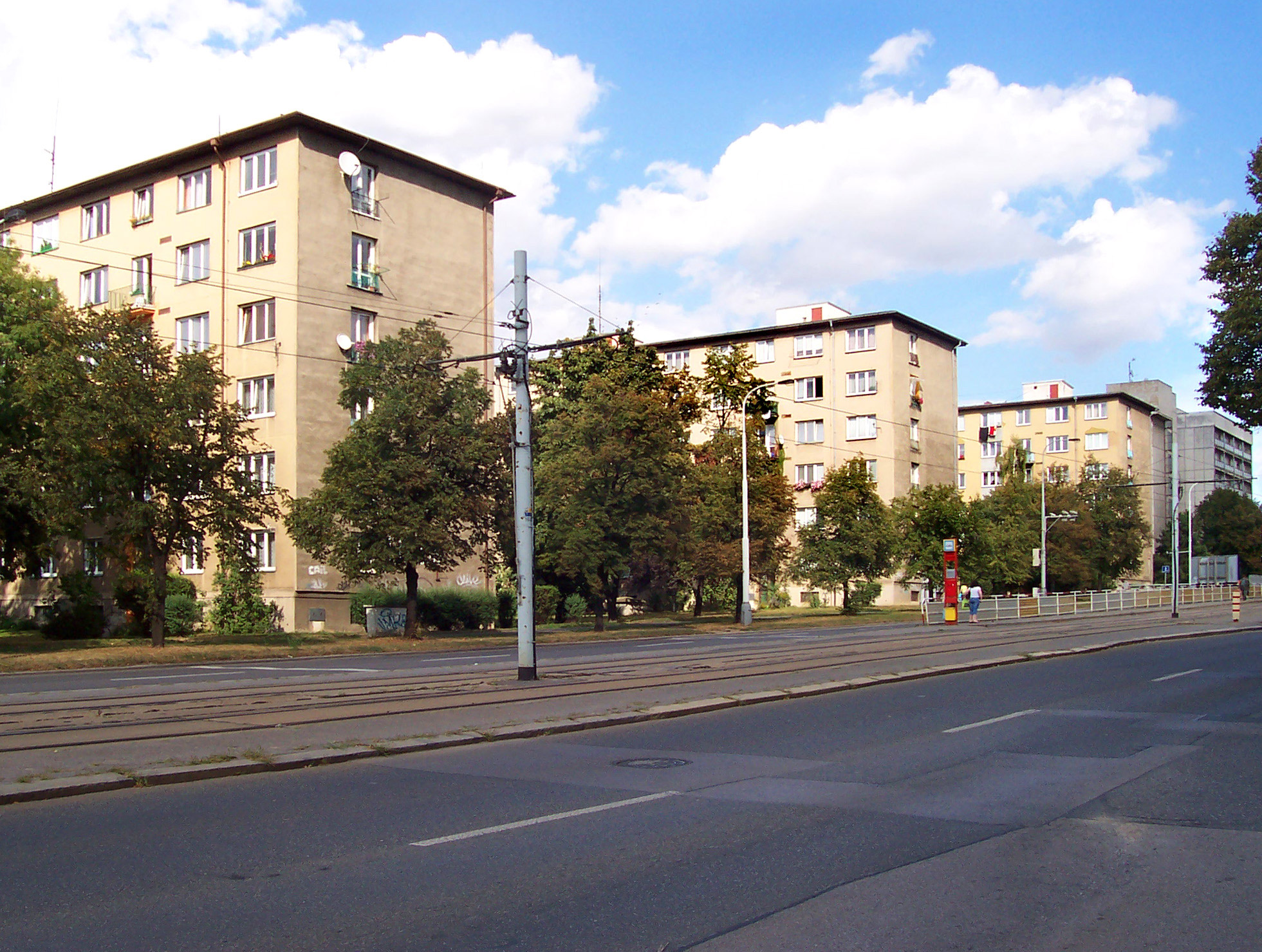
Sídliště Hloubětín z let 1961–1965, domy v ulici Poděbradská

V roce 1949 bylo katastrální území Hloubětín začleněno do správního obvodu Praha 9 (s Prosekem, Hrdlořezy, Vysočany a s částí Libně). V roce 1960 zůstal Hloubětín v obvodu Praha 9. V letech 1961–1965 bylo podle projektu architektů Miloslava Hudce, Josefa Poláka (1923–1994) a Karla Štefce vystavěno sídliště Hloubětín.
Dne 21. září 1965 došlo na železniční zastávce Praha-Hloubětín k tragické železniční nehodě, která si vyžádala 66 raněných a 13 mrtvých. Přestože byla trať vybavena moderním zabezpečovacím zařízením, najel nákladní vlak č. 4094 zezadu do rozjíždějícího se motorového osobního vlaku z Prahy do Kolína. Až do roku 1968, kdy byly Kyje připojeny k Praze, tvořil Hloubětín východní hranici hlavního města. Ve východní části katastru bylo v 70. letech 20. století postaveno podle projektu Vladimíra Machonina sídliště Lehovec a v 80. letech podle projektu Ivana Hnízdila sídliště Poděbradská. V roce 1990 se stal Hloubětín součástí městské části Praha 9. Od 1. ledna 1995 je část katastrálního území Hloubětín součástí nové městské části Praha 14. Dne 17. října 1999 byla dána do provozu stanice Hloubětín na žluté lince B jako už 50. stanice pražského metra. Jedná se o raženou, trojlodní pilířovou stanici. Nástupiště je 202 metrů dlouhé, leží 24 metrů pod zemí a obložení je v bílo-žluto-zeleno-modrých barvách. Zastávka tramvaje nad stanicí se do roku 1999 jmenovala Havana.

### Současnost

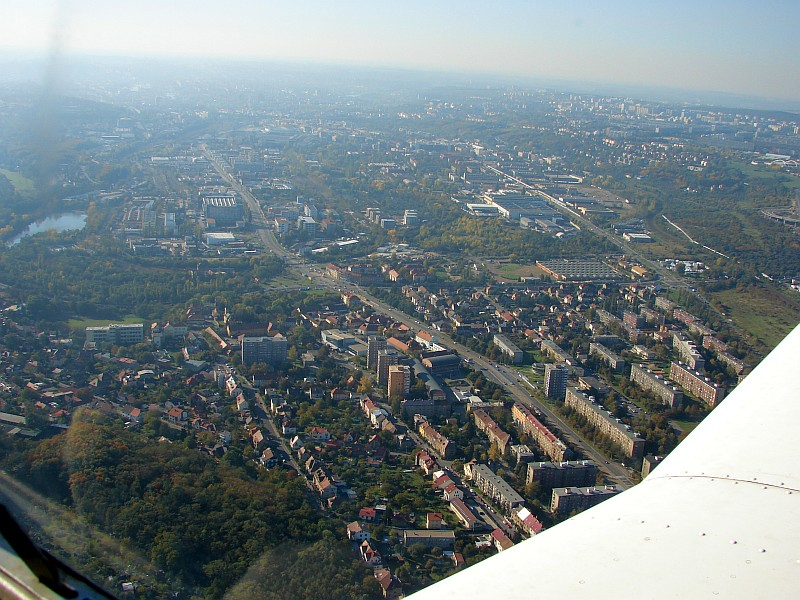
Hloubětín

Na bývalém Vetiškově náměstí je k dispozici supermarket a řada obchodů a služeb, lékárny. Nedaleko je zdravotnické zařízení. Další soukromé ordinace jsou jinde v Hloubětíně. Klinika GynCentrum, kde byl v roce 2005 zprovozněn první babybox v České republice, se přestěhovala do Libně. V souvislosti s tím byl přesunut i hloubětínský babybox, který je od 5. prosince 2019 v provozu ve Fakultní nemocnici Královské Vinohrady. Sídlí zde mateřské a základní školy, zvláštní škola, střední odborné učiliště. Sportovní vyžití nabízí mj. krytý a venkovní plavecký bazén a stadion Slavoje Hloubětín.
V části patřící do MČ Praha 9 sídlí průmyslové podniky a firmy, známou je Tesla (dříve pobočka Tesla Hloubětín). Nachází se zde tramvajová vozovna Hloubětín.
V letech 2017–2019 bylo zbudováno volnočasové centrum H55 (pracovní název byl komunitní centrum Hloubětínská 55 nebo H55), ve kterém mohou nejen občané Hloubětína využívat multifunkční sál, klubovnu a kavárnu. V březnu 2020 se sem přestěhovala pobočka Městské knihovny. Autoři podoby, která vzešla z mezinárodní architektonické soutěže, jsou architekti Petr Synovec, Martin Josek, Jakub Sedláček a Eduard Sojka. Projektantem byl Miloš Synovec. Provozovatelem je Praha 14 kulturní.

## Urbanismus

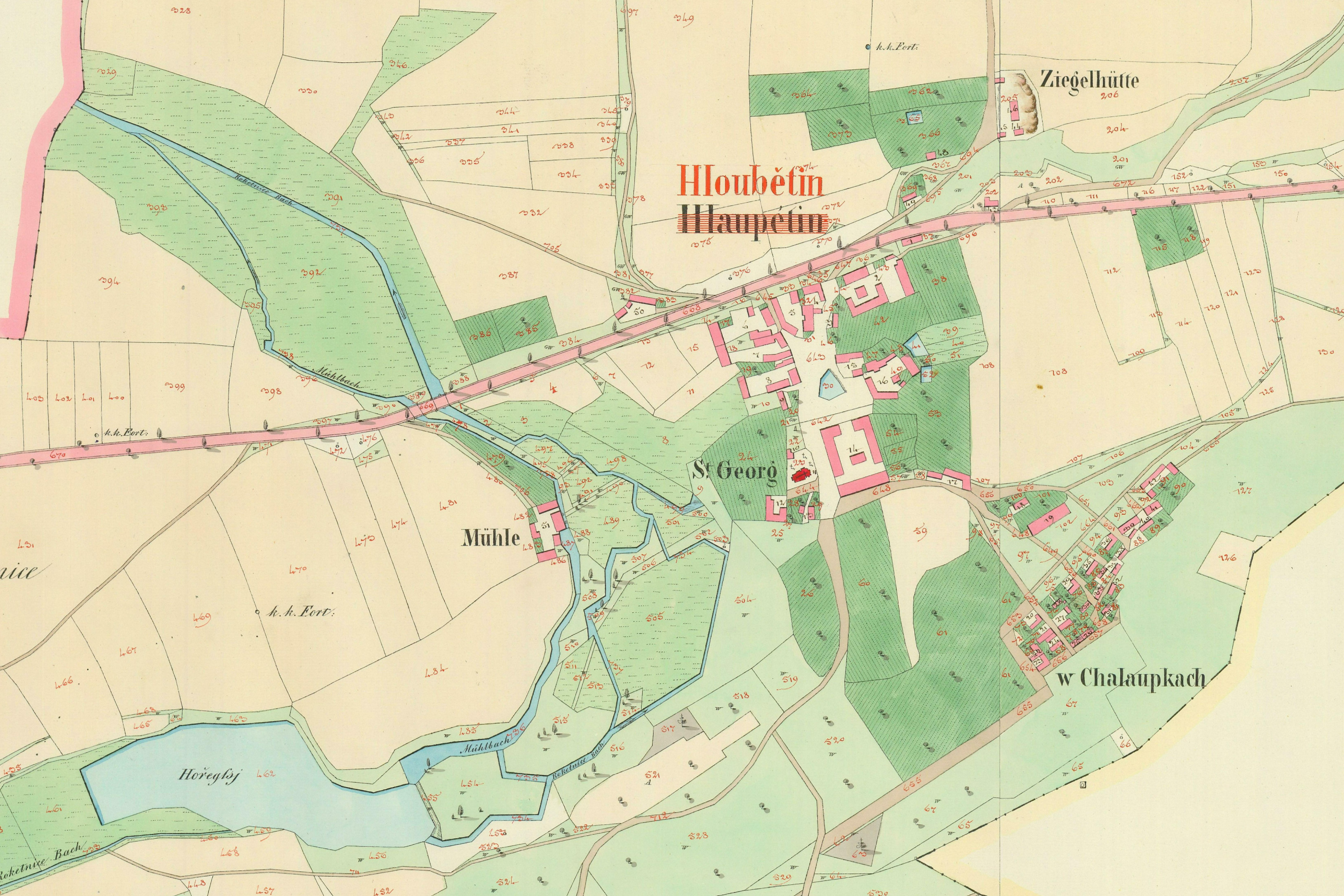
Hloubětín (Hlaupětin) na císařském otisku mapy Stabilního katastru z roku 1841.

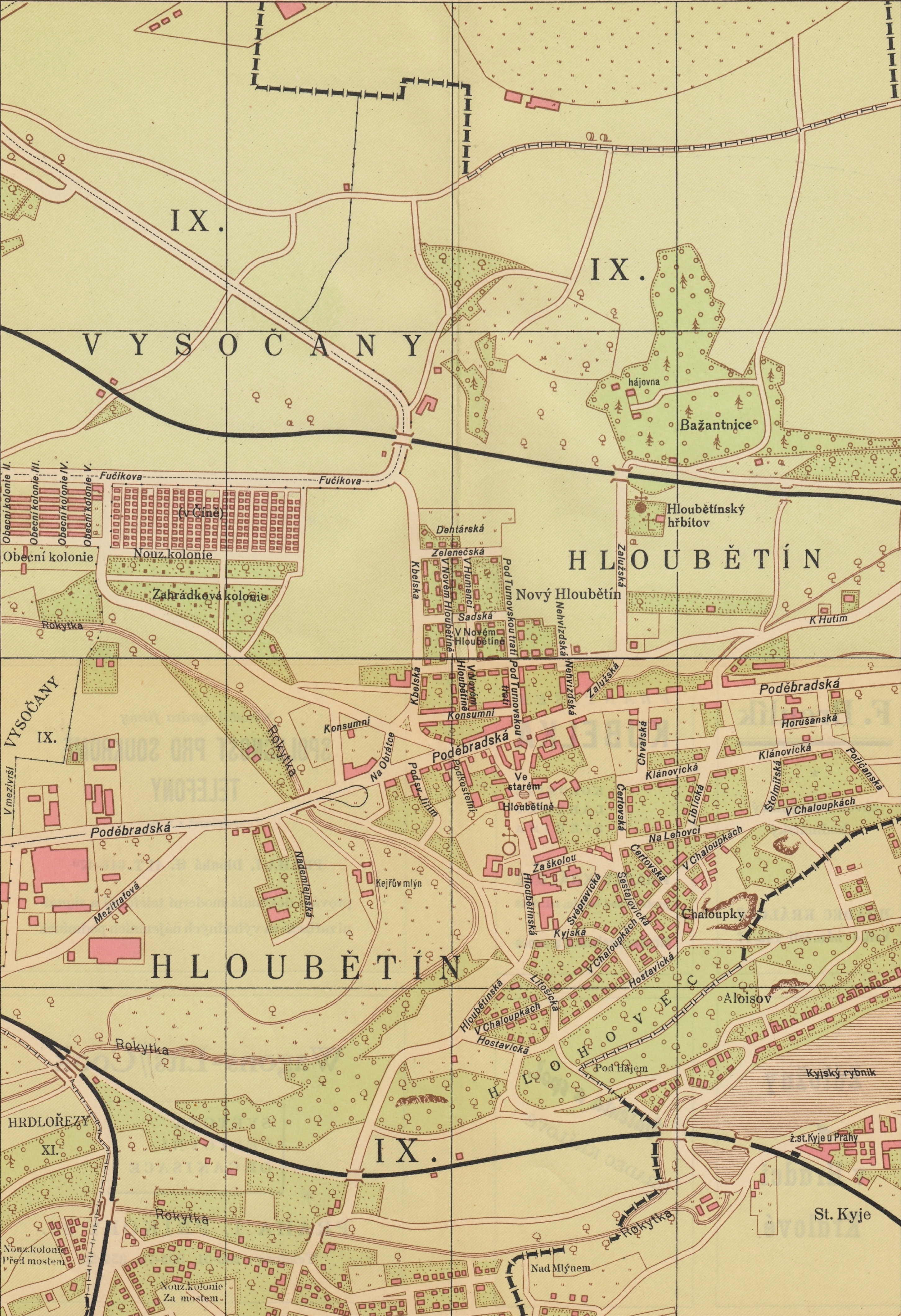
Hloubětín, stav z druhé poloviny 40. let 20. století (Orientační kniha Velké Prahy a Modřan, 1948).

Hloubětín patří k nejdéle osídleným částem Prahy, vyvíjel se několik set let, proto je jeho zástavba různorodá.
Vývoj lze rozdělit do dvanácti vývojových etap:
- 1. středověká ves
- 2. založení ovčína a Chaloupky
- 3. rozrůstání obce podél a v okolí ulice Poděbradská
- 4. činžovní domy v Předním Hloubětíně
- 5. rodinné domky na Vinici
- 6. rodinné domky v Novém Hloubětíně a mezi původními Chaloupkami a Poděbradskou ulicí
- 7. nouzové kolonie
- 8. průmyslové a dopravní stavby na západ od Kbelské (Tesla, vozovna)
- 9. sídliště Hloubětín a Ubytovna ČKD
- 10. sídliště Lehovec
- 11. sídliště Poděbradská
- 12. developerské projekty prvních dvou desetiletí 21. století

Jádro původní obce doložené ve 13. století leželo na pravém břehu Rokytky kolem návsi (dnešní náměstí Ve Starém Hloubětíně). Tvořila ho tvrz, kostel, hospodářský dvůr a několik usedlostí (pozdějších gruntů) a asi krčma. Uprostřed návsi býval rybník, který byl zasypán až po druhé světové válce a parkově upraven. Kolem obce byly polnosti, oblast byla na severu i jihu chráněna zalesněným svahem. V těchto svazích bývaly lomy.
Ves se rozrůstala jen pomalu. V roce 1515 bylo v Hloubětíně 5 selských usedlostí, v polovině 16. století 9 rustikálních gruntů. Vývoj ovlivnila třicetiletá válka, během níž byla ves vypálena. Po jejím skončení stálo v Hloubětíně k roku 1654 sedm selských gruntů a pět chalup, jedna však byla stále ještě po třicetileté válce pustá.
Na konci 17. století postavili křižovníci na jihovýchod od jádra obce na svahu Hlohovce ovčín, v jehož blízkosti (dnešní ulice V Chaloupkách) byly postupně postaveny čtyři domky, za vlády Josefa II. (1780–1790) k nim přibylo dalších sedm. Do roku 1826 těchto domků stálo už dvacet čtyři. Od jádra Hloubětína zůstaly odděleny poli, říkalo se jim jednoduše horní část obce, nakonec se ujal název Chaloupky.
Při číslování domů za Marie Terezie v roce 1770 vojáci zaevidovali, že v Hloubětíně stálo 22 konskripčních čísel (NC), které prakticky odpovídají pozdějším číslům popisným (čp.).
Počátkem 20. století byla zástavba stále jen kolem staré návsi a podél dnešní ulice Poděbradská, u Kejřova mlýna, v Chaloupkách a několik malých staveb stálo u cihelny a lomů severně od dnešní ulice Poděbradská.
V roce 1904 byl u křižovatky ulic Kolbenova a Zálužská otevřen hřbitov, původní hloubětínský hřbitov se nacházel kolem kostela sv. Jiří. Ve stejném roce byl v jihozápadní části katastrálního území Hloubětín při ulici Českobrodská otevřen Hrdlořezský hřbitov pro zemřelé z Hrdlořez a Malešic.
V západní části hloubětínského katastru vyrostla čtvrť činžovních domů zvaná Přední Hloubětín, které se lidově říkalo Mandžursko, a u samoty Vinice (pozdější Jiránkova vila) vznikla čtvrť rodinných domků. Zástavba houstla v okolí ulice Poděbradské.
Výstavba rodinných domů pokračovala v oblasti Chaloupek a také v Novém Hloubětíně, na východ od ulice Kbelská, kde se ve středověku nacházela podle dochovaného pomístního názvu obec Humenec. V meziválečném období byl v Hloubětíně zaveden vodovod, kanalizace a elektrické osvětlení.
Za První republiky v katastru Hloubětína vznikly tři nouzové kolonie pro dělníky s nižšími příjmy, kteří si nemohli dovolit platit nájmy v činžovních domech. Jednalo se o zástavbu v lokalitě Za Horou, kolonii Čína (nepřesně Za továrnou Aero) a U Potravní daně. V lokalitě Za Horou (jih katastru na levém břehu Rokytky) vzniklo přibližně 180 domků. Dělníci si zakoupili parcely o velikosti 300–500 metrů čtverečních a postavili si tam svá obydlí, někdy zděná. Protože však taková kolonie nebyla v souladu s regulačním plánem Prahy, museli počítat s tím, že jim přijde výzva, aby svůj příbytek odstranili. Výhodou bylo, že zde byli policejně přihlášeni k trvalému pobytu. Mnohé chudinské příbytky byly v průběhu času přetvořeny na rodinné domy a vilky. Mezi dnešní ulicí Kolbenovou a Rokytkou po obou stranách hranice mezi Hloubětínem a Vysočany vznikly dvě nouzové kolonie. Hloubětínská část se lidově nazývala Čína, V Číně anebo Indočína. Název údajně vznikl zkomolením slova čina. Podle pověsti, když se blížila bouřka, zdejší obyvatelé volali na své blízké, kteří narychlo dokončovali zakrytí střechy, „Slez dolů! To bude čina!“ Kolonie začala vyrůstat v roce 1926 a tvořilo ji zhruba 160 domků. Většina byla postavena svépomocí z vyřazených železničních vagónů bez podvozku. Časem si majitelé domky obezdili, omítli, často také zvětšili a kolem si obhospodařovali malé zahrádky. Hloubětínská část byla sice méně honosná než vysočanská, ale zdejší obyvatelé bydleli ve vlastním. Vysočanská Obecní kolonie, také nazývaná kolonie Za Aero, případně Za Aerem anebo Za továrnou Aero byla obecní. Části od sebe nebyly odděleny, takže hloubětínští dělníci mohli přirozeně nakupovat ve vysočanské části, kde byly čtyři obchody se smíšeným zbožím, tři hospody, dvě řeznictví, holírna, mateřská škola, hokynářství, dvě trafiky a dva ševci. Děti docházely do školy ve Vysočanech nebo v Hloubětíně. Na jih od kolonie Čína později vznikla zahrádkářská kolonie Rajská zahrada. Třetí nouzová kolonie U Potravní daně vznikla na jih od ulice Poděbradská u východní hranice katastru a skládala se asi ze 60 převážně dřevěných domků.
V 50. letech 20. století byly na západ od ulice Kbelské realizovány velké dopravní (vozovna) a průmyslové stavby (Tesla Hloubětín).

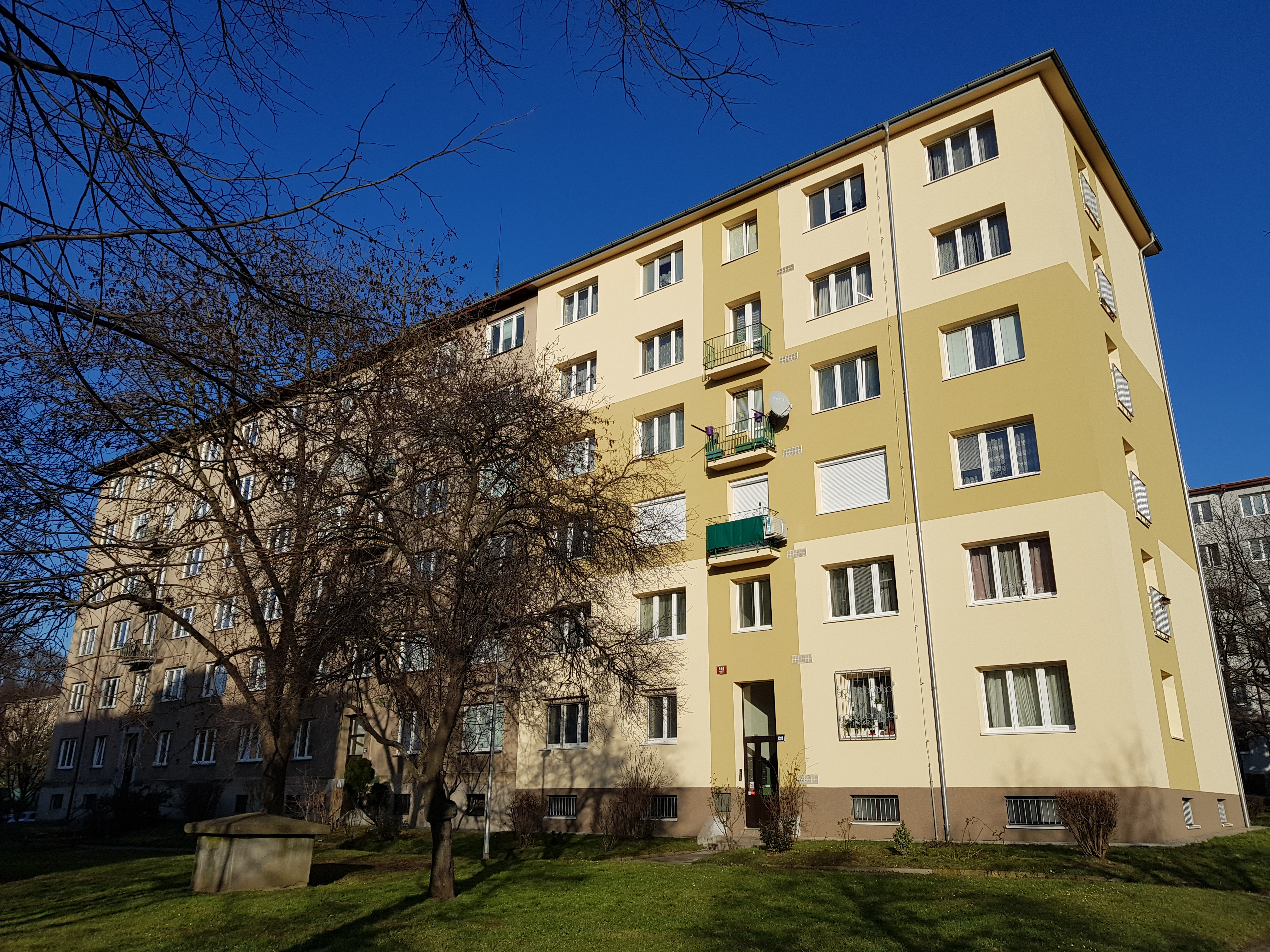
Šestipodlažní dům na sídlišti Hloubětín z roku 1962. Pravý vchod je po zateplení, levé dva vchody na zateplení teprve čekají.

Ve třetí pětiletce v letech 1961–1965 bylo postaveno sídliště Hloubětín o rozloze bezmála 23 hektarů s čtyř, šesti a dvanáctipodlažními domy s plochými střechami. Sídliště, které se skládá z 33 objektů s 1724 bytovými jednotkami, bylo určeno pro 5400 obyvatel. Výstavba probíhala v okolí dnešní stanice metra podél ulice Poděbradská na východ od původní obce a jižně od ulice Kolbenova. Hlavním architektem byl Miloslav Hudec. Část bytů je postavena tradičním cihlovým způsobem, ostatní čtyř a šestipodlažní domy i čtyři věžové domy jsou panelové. Domy mají většinou 3 až 7 vchodů. Typický byt v šestipodlažním domě má dispozici 2+1 s příslušenstvím a jeho výměra je něco málo nad 50 metrů čtverečních. Ne všechny byty byly vybaveny balkonem. Velice podobné domy byly postaveny například v novém Mostě. Ve stejné době bylo budováno i sídliště Malešice (1961–1966) a Spořilov (1961–1967). Občanskou vybavenost tvořily 1 základní devítiletá škola, 3 mateřské školy, jesle, obchodní centrum, dům služeb, restaurace a zdravotní středisko. Centrem čtvrti se stalo Vetiškovo náměstí, dnešní náměstí Hloubětín. Náměstí dělí ulice Poděbradská na severní a jižní část. Severní část ozdobila plastika Ležící žena, jižní Fontána a Fuga. Jeden ze čtyř věžových domů byl osamoceně postaven na severní straně náměstí v bezprostřední blízkosti ulice Poděbradská, aby se stal se orientačním bodem. V prvních dvou desetiletích 21. století probíhala revitalizace jednotlivých domů, která většinou v několika etapách zahrnovala výměnu starých oken za plastová, zateplení a výměnu a doplnění balkonů.

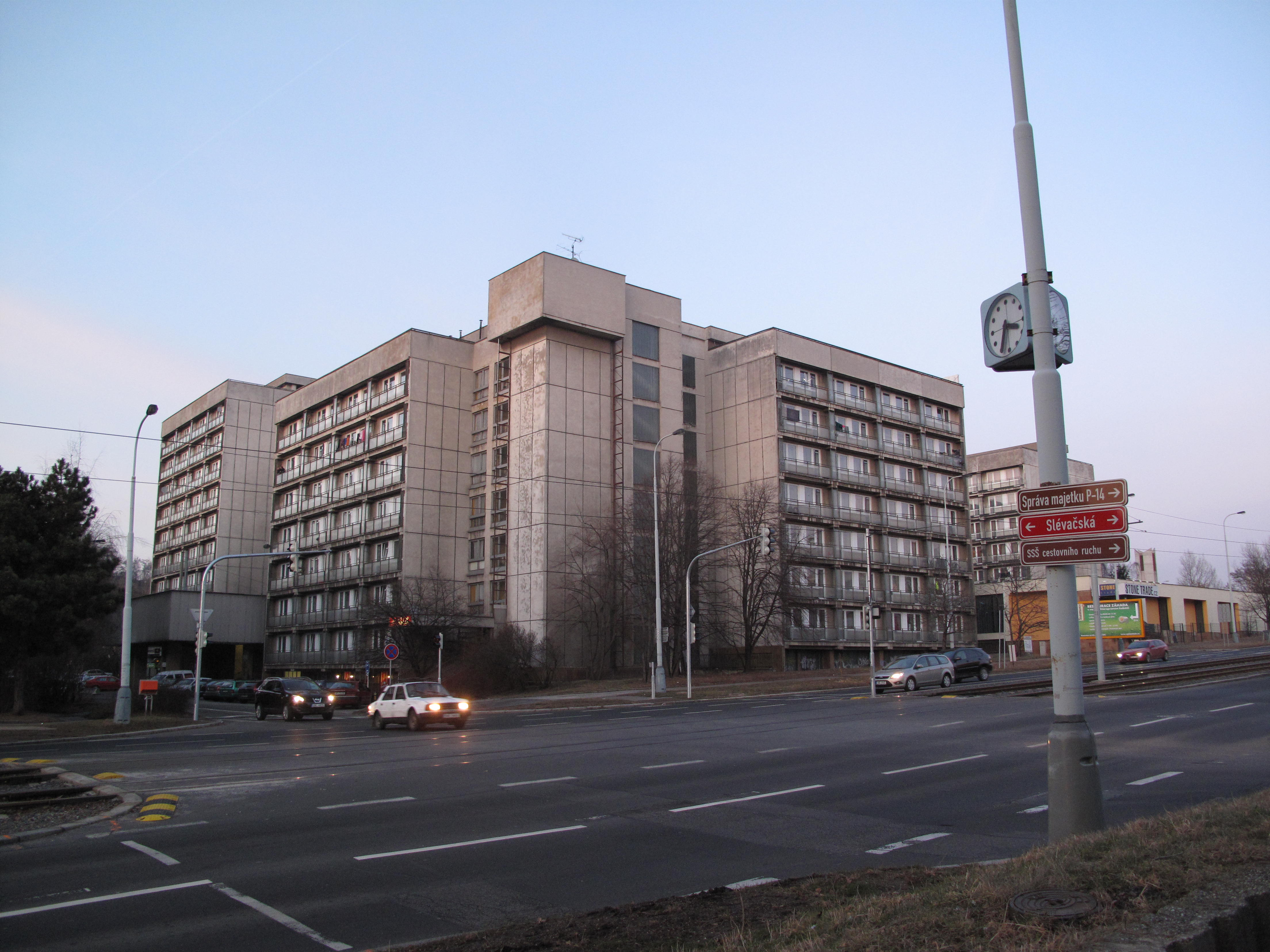
Bývalá Ubytovna ČKD (stav před zateplením)

Na východě mezi ulicemi Slévačská, Nástrojářská a Poděbradská uzavírá hloubětínské sídliště Ubytovna Areál Hloubětín, bývalá Ubytovna pro pracovníky ČKD, která byla dokončena až v roce 1980. Projektoval ji architekt Radim Dejmal. Areál tvoří sedm obytných domů s plochou střechou, které jsou spojeny chodbami a obklopují polouzavřené vnitřní nádvoří. Součástí původního projektu byla prodejna potravin, zdravotní středisko a sauna. Přestože mají budovy stejný půdorys, mají rozdílnou výšku. Byty jsou vybaveny lodžiemi. Původně se na průčelí uplatňoval kontrast hrubého šedivého betonu a lesklého černého kovu, po renovaci a zateplení provedených v druhém desetiletí 21. století jsou průčelí vyvedena v několika odstínech šedé a doplňují je červené vertikály. Estetickým oživením komplexu jsou masívní strojovny nad výtahovými šachtami na nárožích spojovacích chodeb. V současnosti ubytovna nabízí 1640 lůžek pro dlouhodobé ubytování.

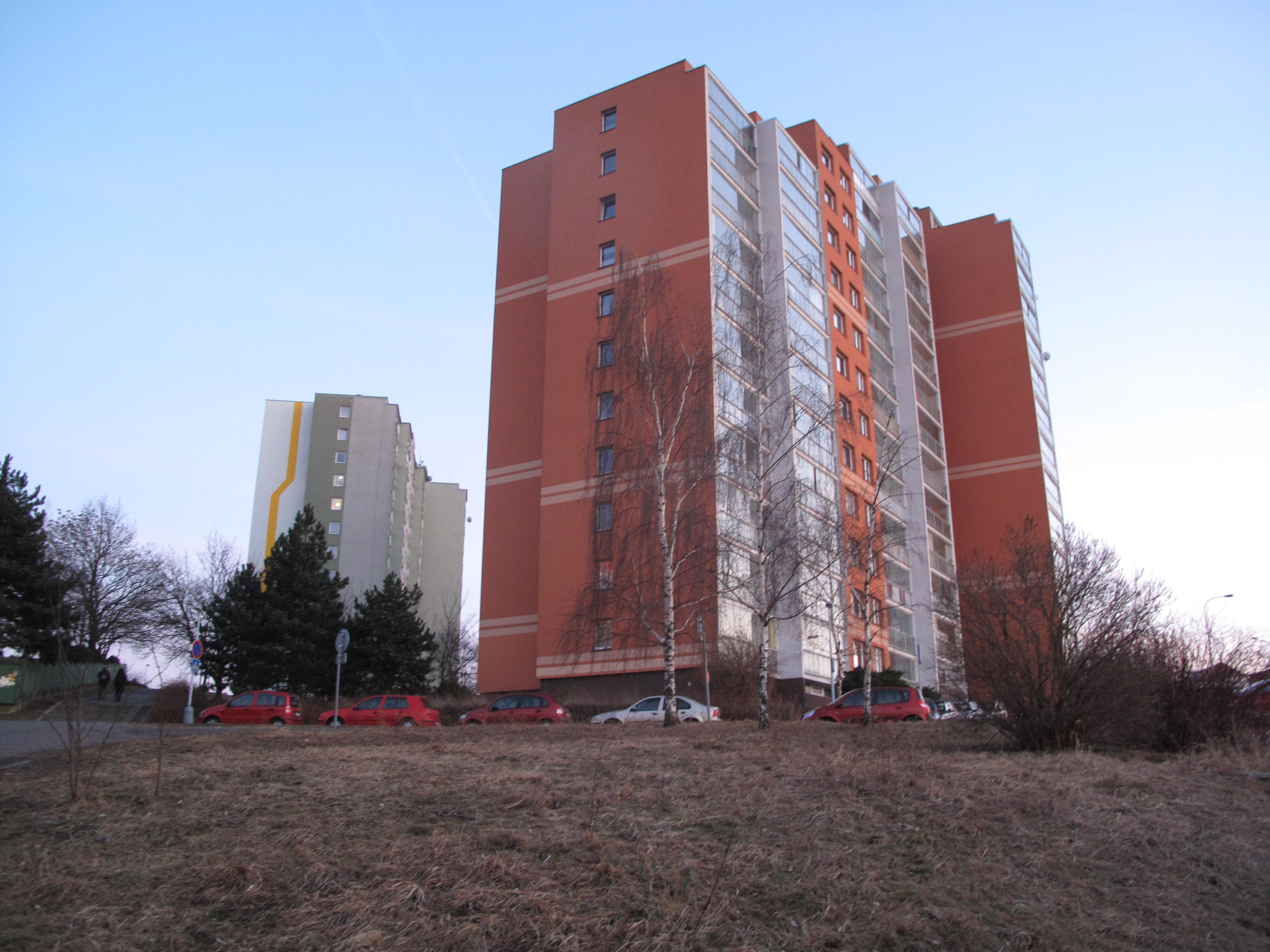
Pohled na dva věžové domy na sídlišti Lehovec

V letech 1972–1975 vzniklo severně od Kyjského rybníka sídliště Lehovec (tehdy označované jako Kyje-Lehovec) o rozloze 11,9 hektarů v jihovýchodní části katastrálního území Hloubětín. Nachází se v nadmořské výšce 237–256 metrů. Hlavním architektem byl Vladimír Machonin (1920–1990), vedoucí ateliéru Alfa Projektového ústavu výstavby hlavního města Prahy. Výkladní skříní období budování komunismu byla panelová sídliště. Aby byla vidět co z největší dálky, byly čtyři dvanáctipodlažní obytné domy postaveny v nejvyšší nadmořské výšce. Doplňují je nižší podélné budovy s čtyřmi, šesti a osmi podlažími. Nižší obytné domy sledují vrstevnice protáhlého hřbetu vrchu Lehovec, podle kterého bylo sídliště pojmenováno. Název Lehovec je zkomoleninou původního pojmenování vrchu Hlohovec, na kterém ve velkém množství rostly hlohy. Fasády domů byly barevné. Celkem bylo postaveno 984 bytových jednotek pro 2800 obyvatel. Podél ulice Slévačská, která je hlavní dopravní tepnou sídliště, byl vybudován pás řadových garáží. Občanskou vybavenost tvořily jesle pro 35 dětí, mateřská škola pro 120 dětí a patnáctitřídní základní devítiletá škola. V praktické poloze uprostřed sídliště, avšak netypicky nad silnicí byl umístěn dům služeb se samoobsluhou, restaurací, zdravotním střediskem, kulturní místností a komunálními službami, který byl v letech 2008–2012 přestavěn na byty. Současně s výstavbou sídliště probíhala i stavba mlékárny v Kyjích, dokončena byla v roce 1980.
V 80. letech byla zástavba rozšířena směrem ke konečné tramvajové zastávce Lehovec, a tak vzniklo podle projektu architekta Ladislava Sosny sídliště Poděbradská. Uprostřed byl v letech 1987–1991 postaven kulturní dům (čp. 394) podle řešení Ivana Hnízdila a prostranství před ním ozdobila plastika Montážník. Ivan Hnízdil také projektoval restauraci a samoobsluhu (čp. 490). Západní část sídliště ohraničená ulicemi Poděbradská, Slévačská a Krylovecká, kterou měl tvořit komplex s novým orientačním bodem – kruhovým věžovým domem s pracovním názvem maják, nebyla realizována. Místo ní byla postavena benzínová stanice a mezi lety 2014–2016 developerský projekt Park Hloubětín. Tři čtyřpodlažní bytové komplexy, které jsou energeticky pasivními novostavbami, se skládají ze 115 bytů dispozice 2+kk až 4+kk o velikosti 48 až 119 metrů čtverečních. Součástí každého nového bytu je balkon, terasa nebo předzahrádka. V přízemí objektů se nachází několik komerčních jednotek jako např. prodejna potraviny a kavárna. Celým areálem prochází park o rozloze přibližně 3 tisíce metrů čtverečních, jehož součástí jsou dětská hřiště a sportovní plochy.
V první a druhé dekádě 21. století probíhala výstavba především na západ od ulic Průmyslová–Kbelská a na sever od ulice Kolbenova. V ohbí Rokytky poblíž Hořejšího rybníka byly realizovány projekty Kejřův mlýn (dokončen v roce 2008), Kejřův park (dokončen v létě 2012) a Kejřův park 2 (dokončen v létě 2014). Jedná se o čtyř až pětipatrové domy s byty o 36 až 99 metrech čtverečních s balkonem nebo zahradou. Městotvorná funkce je u těchto projektů potlačena, neboť se bytové domy nacházejí v uzavřených areálech s 24hodinovou ostrahou. Kejřův park (I.) byl postaven na místě koupaliště, které tvořily dva padesátimetrové bazény a které se mohlo stát sportovním komplexem celopražského významu. V 90. letech 20. století však majitel nechal komplex zchátrat a provozní budovy a šatny zničil požár.
U západní hranice katastrálního území nedaleko říčky Rokytky a parku Zahrádky vznikla rezidenční čtvrť Zahrady nad Rokytkou I v letech 2006–2008 s 195 byty podél ulice Nepelova a Zahrady nad Rokytkou II v letech 2014–2016 s 282 byty podél ulice Modrého.

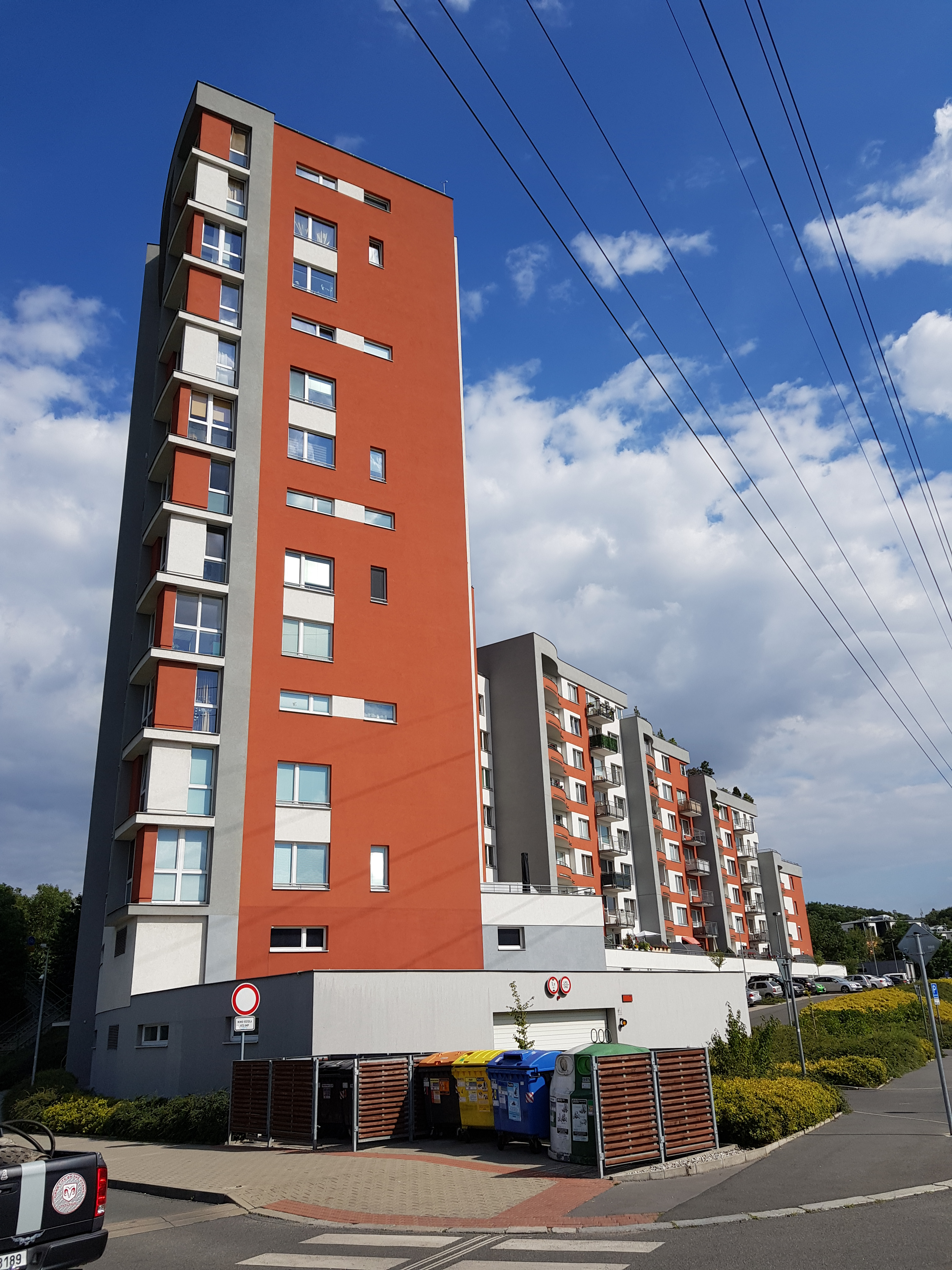
Bytový dům Nademlejnská z roku 2012

Nedaleko Kejřova mlýna a tramvajového obratiště byl v letech 2010–2012 postaven bytový dům Nademlejnská (Nademlejnská 1069/20–24). Značně převyšuje okolní výstavbu, má 16 podlaží. Je v něm 180 bytů o rozloze 24–90 metrů čtverečních a 29 nebytových jednotek.
V okolí ulice Kolbenova vznikaly supermarkety, případně obchodní domy; severně od ulice byl otevřen v roce 2008 Lidl a v roce 2018 Kaufland, na jih od ulice bylo v roce 2016 rekonstruováno Penny. Po obou stranách ulice jsou také čerpací stanice. V ulici Lehovecká poblíž Penny a tramvajové smyčky Lehovec se v letech 2019–2020 stavěl projekt NODE-byty Lehovec čp. 1145/1 a 3. Jedná se o bytový dům s osmi nadzemními podlažími, ve kterém je 136 bytů s dispozičním řešením 1+kk až 3+kk. Ve východní části přízemí jsou také komerční prostory.
V severozápadní části katastru na západ od vozovny vzniká od roku 2016 nová obytná čtvrť pro přibližně 2500 lidí podél toku Rokytky. Projekt se jmenuje Suomi Hloubětín, jedná se vesměs o pěti až sedmipatrové domy s byty o rozloze 31 až 132 metrů čtverečních. Jeden dům bude značně vyšší. V rezidenční čtvrti se plánuje restaurace a mateřská škola. Tato čtvrť se dále rozšíří projektem Lappi Hloubětín od stejného developera.
Další nové bytové domy byly vybudovány v blízkosti ulice Poděbradská. V letech 2019–2021 zde developer GARTAL postavil nový projekt pod názvem Rezidence Hloubětín s 34 byty, 2 ateliéry a 3 komerčními prostorami v pěti nadzemních podlažích. V ulici Anny Čížkové vznikl v letech 2020–2022 bytový dům se 16 byty a dvěma komerčními jednotkami pod názvem Park Corner od stejného developera.
Velkým developerským projektem osmnácti budov, kde bude přibližně 1500 bytů pro asi 4000 osob, je Tesla Hloubětín při ulici Poděbradská. Nová čtvrť s rozlohou téměř sedmi hektarů vznikne na místě továrního (a později skladového) komplexu Tesla Hloubětín. Výstavba započne v roce 2022.

### Rozrůstání vsi Hloubětín podle počtu domů
Počet domů v Hloubětíně od jejich očíslování v roce 1770 do připojení obce k Praze v roce 1922.
| rok        | 1770 | 1783 | 1834 | 1850 | 1863 | 1890 | 1904 | 1910 | 1917 | 1921 |
| ---------- | ---- | ---- | ---- | ---- | ---- | ---- | ---- | ---- | ---- | ---- |
| počet domů | 22   | 28   | 46   | 47   | 55   | 77   | 116  | 159  | 183  | 190  |

### Přehled počtu domů a obyvatel podle sčítání lidu
Údaje vycházejí z Českého statistického úřadu.
| Počet domů           | Počet domů | Počet domů | Počet domů | Počet domů | Počet domů | Počet domů | Počet domů | Počet domů | Počet domů | Počet domů | Počet domů | Počet domů | Počet domů | Počet domů |
| Rok                  | 1869       | 1880       | 1890       | 1900       | 1910       | 1921       | 1930       | 1950       | 1961       | 1970       | 1980       | 1991       | 2001       | 2011       |
| -------------------- | ---------- | ---------- | ---------- | ---------- | ---------- | ---------- | ---------- | ---------- | ---------- | ---------- | ---------- | ---------- | ---------- | ---------- |
| Hloubětín (Praha 9)  | 17         | 20         | 22         | 30         | 46         | 54         | 216        | 294        | .          | 262        | 233        | 178        | 77         | 113        |
| Hloubětín (Praha 10) | .          | .          | .          | .          | .          | .          | .          | .          | .          | .          | .          | .          | .          | .          |
| Hloubětín (Praha 14) | 43         | 48         | 55         | 73         | 113        | 133        | 536        | 733        | 680        | 654        | 580        | 632        | 689        | 774        |
| Hloubětín celkem     | 60         | 68         | 77         | 103        | 159        | 187        | 752        | 1 027      | 680        | 916        | 813        | 810        | 766        | 887        |
| Počet obyvatel       |            |            |            |            |            |            |            |            |            |            |            |            |            |            |
| Hloubětín (Praha 9)  | 61         | 77         | 126        | 173        | 302        | 297        | 676        | 651        | 648        | 1 025      | 841        | 535        | 362        | 1 880      |
| Hloubětín (Praha 10) | .          | .          | .          | .          | .          | .          | .          | .          | .          | .          | .          | .          | .          | .          |
| Hloubětín (Praha 14) | 594        | 756        | 1 236      | 1 702      | 2 964      | 2 922      | 6 636      | 6 396      | 6 358      | 10 063     | 8 259      | 10 936     | 10 436     | 10 751     |
| Hloubětín celkem     | 655        | 833        | 1 362      | 1 875      | 3 266      | 3 219      | 7 312      | 7 047      | 7 006      | 11 088     | 9 100      | 11 471     | 10 798     | 12 631     |

## Přírodní poměry
Hloubětín leží na východním okraji Pražské kotliny asi 9 km od centra Prahy. Severní část katastru se rozkládá na planině přiléhající ke Kbelskému letišti. Střední část se od západu svažuje k potoku Rokytka, poté zvolna stoupá východním směrem. Jižní část katastru je oddělena zalesněným hřebenem, za nímž leží kolonie Za Horou, přiléhající k zástavbě katastru Kyje. Nadmořská výška se pohybuje v rozmezí 205–290 m n. m.
Na území Hloubětína leží jedna větší vodní plocha, Hořejší rybník o rozloze více než čtyři hektary. Poblíž je mnohem menší Polifkův rybník.

### Maloplošná chráněná území

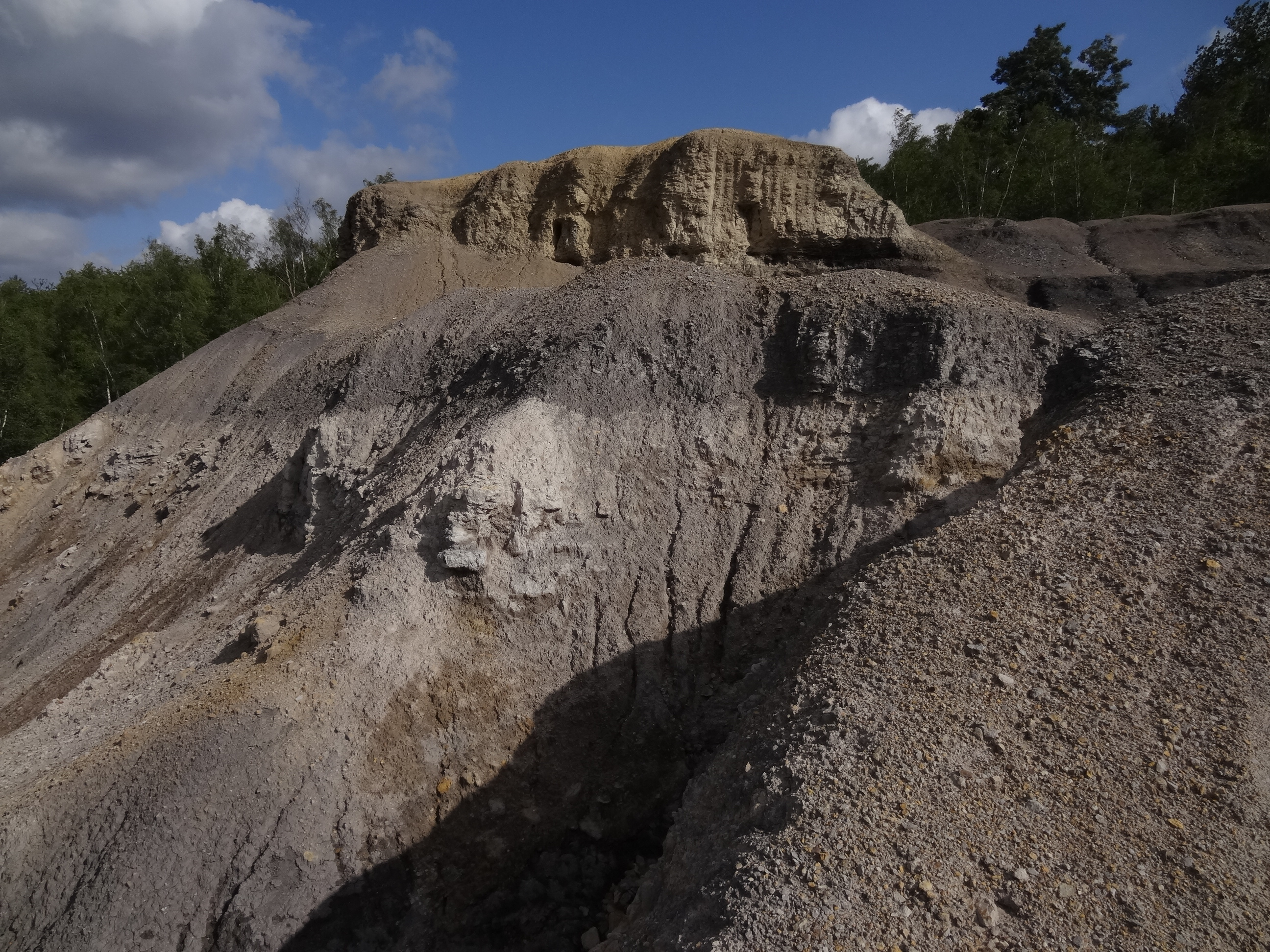
Přírodní památka Cihelna v Bažantnici

Na území Hloubětína leží dvě maloplošná chráněná území, přírodní památky Cihelna v Bažantnici a Pražský zlom.
Cihelna v Bažantnici je přírodní památka, která byla vyhlášena v roce 1988. Nachází se na území bývalé cihelny ve svahu pod Kbely, severovýchodně od křižovatky Kbelská – Poděbradská v nadmořské výšce 235–270 metrů. Její rozloha činí 4,38 hektaru. Představuje odkryv břidlic bohdaleckého souvrství, bazálních křídových slepenců a pískovců, jílovců peruckých vrstev a pískovců perucko-korycanského souvrství českého křídového útvaru se zkamenělými otisky rostlin. Mezi fosiliemi byly identifikovány Drynaria tumulosa, Nehvizdya obtusa, Myricanthinum amentaceum a Myrtophyllum geinitzii. Faunu zastupují střevlíčci Bembidion milleri, Ophonus puncticollis a Amara pulpani, motýl okáč luční (Maniola jurtina), dále rehek domácí (Phoenicurus ochruros) a bělozubka šedá (Crocidura suaveolens). Flóru zastupuje komonice bílá (Melilotus albus), komonice lékařská (Melilotus officinalis), pelyněk černobýl (Artemisia vulgaris) a divizna velkokvětá (Verbascum densiflorum).

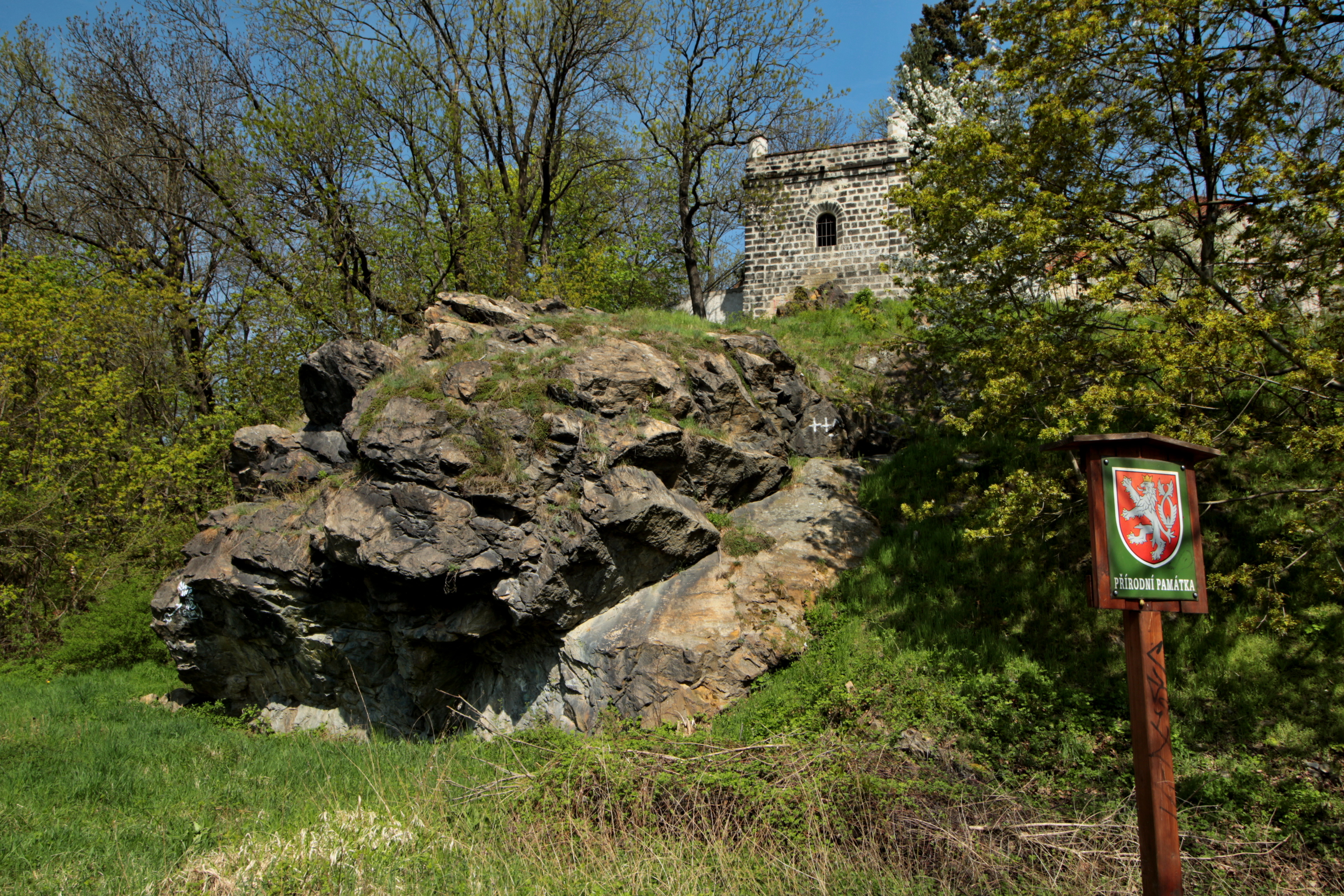
Přírodní památka Pražský zlom

Pražský zlom je geologická přírodní památka, kterou tvoří ordovické křemence a břidlice. Chráněné území, které bylo vyhlášeno v roce 1988, se nachází na svahu pod Hloubětínským zámkem v nadmořské výšce 200–214 metrů, má rozlohu 0,36 hektaru. Zlom, podél kterého se setkávají různě staré vrstvy hornin v některých místech posunuté až o několik set metrů, se táhne od Rudné, přes Motol, Žižkov, Vysočany do Kyjí, kde se tato porucha zemské kůry ztrácí pod křídovým masivem. Pouze v Hloubětíně je tento jev vidět na zemském povrchu. Zdejší fauna není příliš bohatá. Zastupují ji ploštička (Lygaeus saxatilis), ruměnice pospolná (Pyrrhocoris apterus) a myšice křovinná (Apodemus sylvaticus). Flóru zastupuje hvozdík kartouzek (Dianthus carthusianorum), rozchodník ostrý (Sedum acre), kostřava walliska (Festuca valesiaca) a tolice nejmenší (Medicago minima).

### Velkoplošná chráněná území
Do katastru Hloubětína zasahuje přírodní park Smetanka, který byl vyhlášen v roce 2009. Leží současně v katastru Kyjí, Hrdlořezů a Vysočan. Rozkládá se kolem Rokytky a její údolní nivy, jeho celková rozloha je 150 hektarů. Nejznámějšími součástmi tohoto parku v Hloubětíně je Hořejší rybník a zalesněný protáhlý vrch Lehovec nad Aloisovem. Lesnatý hřeben vrchu Smetanka (242 m n. m.), který dal přírodnímu parku své jméno, leží v katastru Hrdlořez. Přírodní park dělí na dvě části Průmyslová ulice – jedna z dopravních tepen Prahy. Geologické podloží tvoří převážně horniny ordoviku, které se ukládaly na dně moře, které ve starších prvohorách zaplavovalo území dnešní Prahy. V parku byl prokázán výskyt 7 druhů měkkýšů, 165 druhů motýlů, dále pak ropucha obecná, skokan zelený, slepýš křehký, polák chocholačka, potápka malá, datel černý, káně lesní a ondatra pižmová.

### Podzemí
Hloubětín byl de facto hornickou obcí. Od středověku se zde těžil stavební kámen, kamenec, hlína pro cihly, písek a v druhé polovině 18. století dokonce uhlí. Na katastru Hloubětína se tak nachází několik umělých jeskyní. Druhým nejvýznamnějším pískovcovým podzemím v Praze je po prosecké Močálce Fejkova pískovna známá spíše jako Bílý kůň. Nachází se mezi ulicemi Nad Hutěmi a Za Černým mostem. Vytěženým pískem se pravděpodobně vysypávaly licí formy ve vysočanských závodech. Celková délka labyrintu podzemních chodeb, které jsou až 5 metrů vysoké, je 650 metrů. Podzemí ve 20. letech 20. století navštívila a poeticky popsala spisovatelka Popelka Biliánová. Písek se zde prokazatelně těžil ještě na začátku druhé světové války. V druhé polovině 20. století prostory sloužily pro uskladnění ovoce a zeleniny. V některých místech se našla až deseticentimetrová vrstva meruňkových pecek. Větracími šachtami nevychovaní jedinci dovnitř vhazovali odpadky, tak vznikla nelegální skládka. Spekulace, že Bílý kůň byl vchodem do tajné chodby vedoucí do Staré Boleslavi nebo že se jednalo o keltskou svatyni, můžeme vyloučit. V pískovně zimují netopýři a panuje v ní stabilní teplota kolem 8 °C. V roce 2024 bylo podzemí zpřístupněno.

## Obyvatelstvo
Počet obyvatel Hloubětína podle sčítání obyvatel.
| rok            | 1850 | 1869 | 1880 | 1890 | 1900 | 1910 | 1921 | 1930 | 1950 | 1961 | 1970   | 1980 | 1991   | 2001   | 2011   |
| -------------- | ---- | ---- | ---- | ---- | ---- | ---- | ---- | ---- | ---- | ---- | ------ | ---- | ------ | ------ | ------ |
| počet obyvatel | 393  | 655  | 833  | 1362 | 1875 | 3266 | 3219 | 7312 | 7047 | 7006 | 11 088 | 9100 | 11 471 | 10 704 | 10 713 |

## Osobnosti
- Antonín Kapek (6. června 1922 Roudnice nad Labem – 23. května 1990 Svinná, sebevražda) – český politik a funkcionář KSČ, jeden z pěti lidí, kteří podepsali roku 1968 tzv. zvací dopis, a jeden ze strůjců následné normalizace byl pohřben na Hloubětínském hřbitově.
- Rudolf Vetiška (25. prosince 1895 – 3. června 1966 Praha) – český a československý odbojář, politik Komunistické strany Československa a poúnorový poslanec Národního shromáždění ČSR se narodil v Hloubětíně. Bylo po něm pojmenováno hlavní hloubětínské náměstí.
- Josef Vlasák O.Cr. (26. dubna 1867 Kardašova Řečice – 17. prosince 1958 Praha) – český římskokatolický kněz a od roku 1915 až do své smrti v roce 1958 generál a velmistr Rytířského řádu Křižovníků s červenou hvězdou byl pohřben na Hloubětínském hřbitově.

## Samospráva
Do připojení k Praze v roce 1922 byl Hloubětín samostatnou obcí.

### Přehled představených obce (starostů)
- 1883–1893 Jan Komeda[85]
- 1893–1895 Josef Souček[85]
- 1896–1901 Karel Felix[85]
- 1902–1910 Alois Vaněk[85]
- 1911–1915 Josef Souček[86]
- 1916–1920 Josef Procházka[86]

## Školství
První škola byla v Hloubětíně zřízena v roce 1733, byla ve vlastnictví křižovníků a jejím patronem byl generál velmistr řádu. Učitelem byl tehdy Vít František Novák. V roce 1765 byl kantorem a varhaníkem Jan Český. V josefinské době byla jednotřídní škola umístěna v domě čp. 12, který vlastnili křižovníci. Domek stál až do 50. let 20. století a nacházel se za kostelem vlevo před vchodem na nádvoří Hloubětínského zámečku. V roce 1785 tam vyučoval Jan Budínský. V roce 1805 byla zavedena povinná školní docházka pro děti mezi šesti a dvanácti lety. Pro starší děti ve věku 12 až 14 let byla o deset let později v Hloubětíně zavedena nedělní opakovací škola. Výuka probíhala každou neděli mezi 8 a 12 hodinou. Budínského následníkem byl křižovnický lokaj Jan Pečený, protože se vyznal v hudbě, na škole vyučoval v letech 1811–1854. Škola se přibližně na 35 let přestěhovala do křižovnického dvora čp. 5, tvořila ji třída a byt pro učitele. Malá a vlhká třída se nacházela v přízemí nad lednicí, proto děti často stonaly. V roce 1831 byla zřízena školní knihovna, která obsahovala 28 svazků. Učitel Jan Pečený měl syna Josefa, který se stal v roce 1836 učitelským pomocníkem a v letech 1854–1877 učitelem. Oba byli pohřbeni na hřbitově u kostela sv. Jiří. Jako jednotřídka fungovala škola až do roku 1874/1875 a byla určena i pro děti z Hrdlořez. Výuka probíhala v češtině. Prázdniny bývaly na Vánoce a Velikonoce, vždy po osmi dnech. Nedaleko kostela byla v letech 1862–1863 postavena nová škola čp. 55, pozemek darovali křižovníci. Škola byla vysvěcena 28. září 1863. Během krátké doby se rozrostla na čtyři třídy a prostory nedostačovaly. Po druhé světové válce v ní byla školní družina. Nová šestitřídní škola čp. 78 byla vystavěna stavitelem K. Felixem v letech 1890–1891. Pozemek odprodal obci Alois Vaněk, část darovali křižovníci. Škola byla vysvěcena 13. září 1891. V roce 1898 se hrdlořezské děti dočkaly vlastní školy a do Hloubětína už nemusely docházet. Budova byla dvakrát rozšířena, nejprve v roce 1909 a pak ještě za první republiky. V té době v blízkosti vznikly i škola a jesle. V roce 1924 byla škola přeměněna na měšťanskou školu smíšenou. Docházeli do ní i žáci z Kyjí a Chval. Škola pak měla devět tříd a navštěvovalo ji až 450 žáků. Z cizích jazyků se vyučovala francouzština a němčina. V letech 1938–1941 byla v sousedství postavena nová školní budova čp. 700, ve které byl však za války zřízen německý vojenský lazaret. Po válce byla v nové budově měšťanská škola a I. obecná škola, zatímco ve staré školní budově byla II. obecná škola a do června 1998 Střední odborné učiliště Hloubětín.

### Mateřské školy

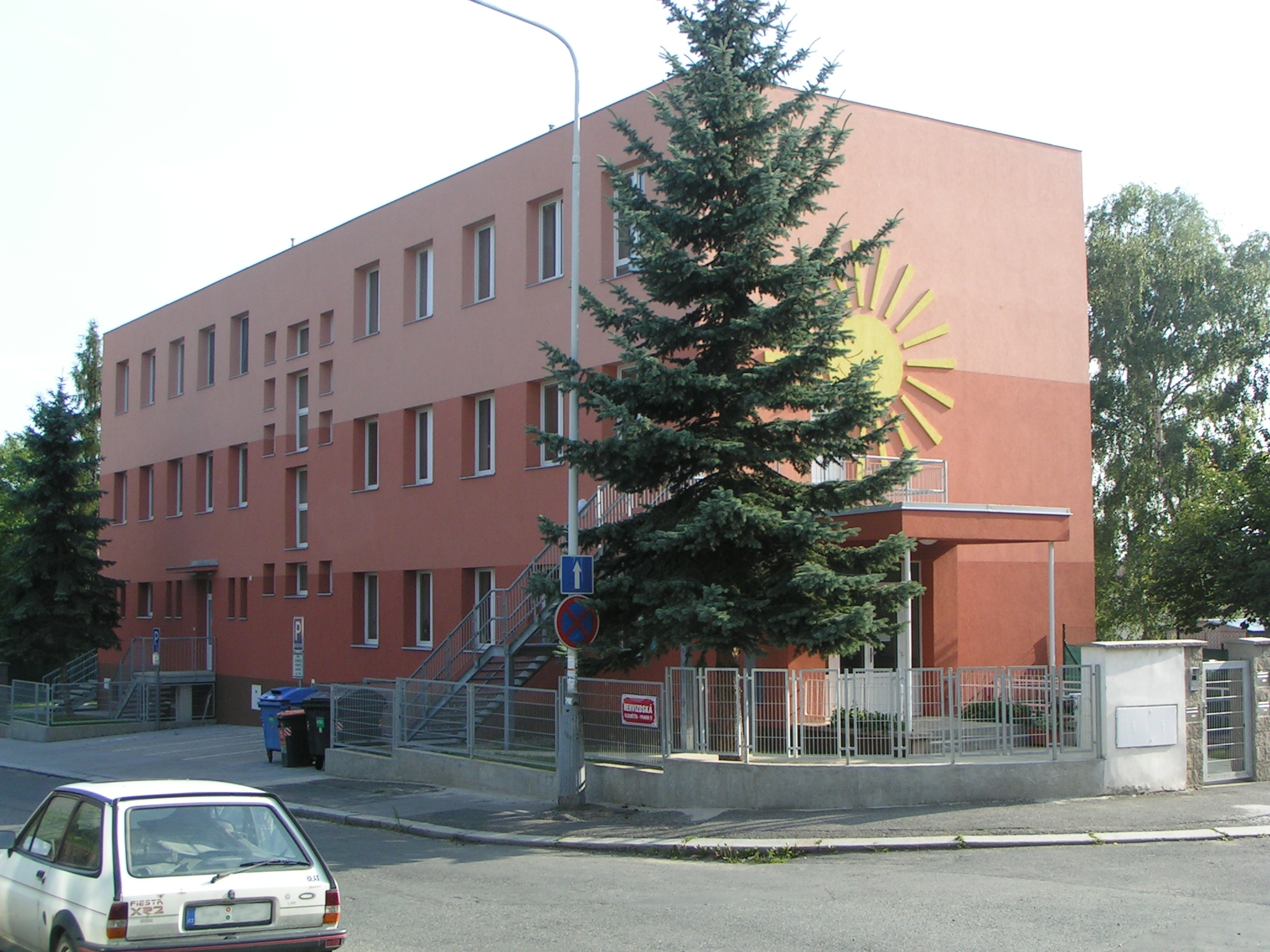
Mateřská škola Sadská 530 – odloučené pracoviště Mateřské školy Praha – 9 Hloubětín

1. Mateřská škola Praha 9 - Hloubětín, Zelenečská 500, 198 00, Zelenečská 500/32 s odloučeným pracovištěm Sadská 530, Sadská 530/20.[92]
2. Mateřská škola Nademlejnská, s.r.o., Nademlejnská 1096/9.[93]
3. Mateřská škola Štolmířská, Štolmířská 602/4 s odloučeným pracovištěm Mateřská škola Šestajovická, Šestajovická 1068/17.[94]
4. Mateřská škola For Junior, Nademlejnská 600/1.[95] Předškolní zařízení se specializací na anglický jazyk – pro děti od 2 do 6 let.
5. Mateřská škola Praha 9 – Lehovec (Školička Lehovec), Chvaletická 917, Lehovec.[96]
6. Be happy - Montessori mateřská škola, Římovská 1000/24, Hutě (Na Hutích).[97]
7. Školka Maya, Mochovská 681/23a, v provozu od 2015.[98]
8. Jesle a školka EduArt, Laponská 1160/4. Zařízení s kapacitou 100 dětí se nachází ve středu developerského projektu Suomi Hloubětín a je v provozu od září 2022. Budovu, která byla zkolaudována na konci roku 2021, navrhl finský architekt Jyrki Tasa (* 1944).[99][100]

### Základní školy

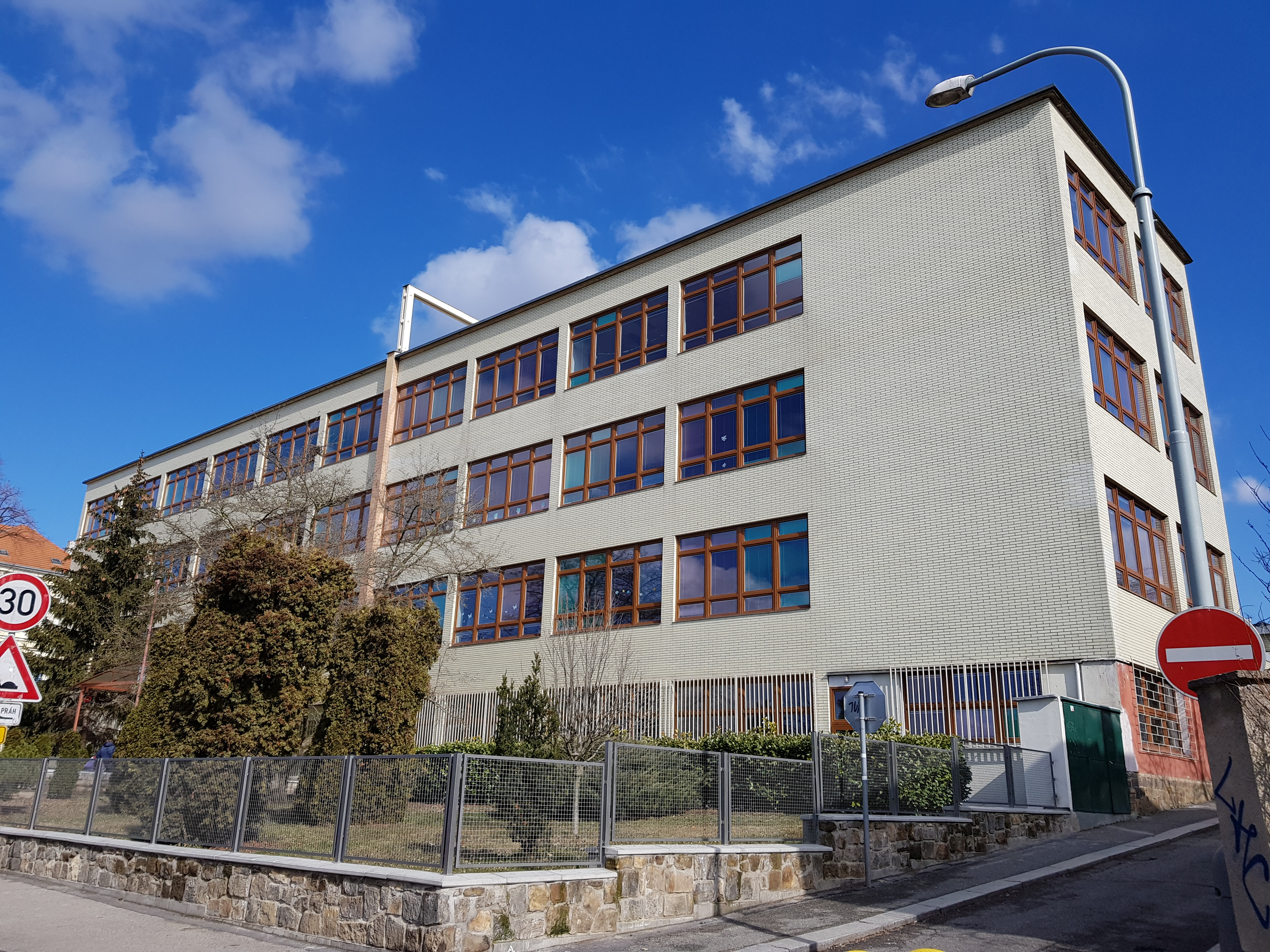
Budova hloubětínské základní školy čp. 700

1. Základní škola, Praha 9 – Hloubětín, Hloubětínská 700, Hloubětínská 700/24.[101] Základní škola má kapacitu 20 tříd a 500 žáků, k jejímu vybavení patří počítačová učebna, dílna, fotokomora, cvičná kuchyně zahrada s učebnou v přírodě.[102] Budova s unikátně dochovanými kachlemi na fasádě byla postavena v letech 1938–1941 místním stavitelem Kotrbou vedle starší školy.[103] Výuka v ní započala v roce 1941, ale nedlouho po dokončení školu obsadila německá armáda a sloužila jako vojenský lazaret. Tato škola je druhou nejstarší základní školou na Praze 14 po Základní škole Šimanovská 16 v Kyjích, která byla založena v roce 1870.[104] Na konci války škola posloužila také Rudé armádě. Po válce zde byla měšťanka a I. obecná škola. V roce 1949 jí byl propůjčen čestný název škola Jana Švermy. Busta Jana Švermy stávala před školou.[105] Na počátku 90. let 20. století bylo 20 % obkladů nahrazeno novými kachlemi z keramické dílny v Horní Bříze, zbytek byl důkladně vyčištěn.
2. Základní škola Tolerance, Mochovská 570/41.[106] Dříve se nazývala Speciální školy Mochovská a sídlí na této adrese od roku 1982. Její historie je ovšem mnohem starší. Už ve školním roce 1942/1943 byly při obecné škole zřízeny dvě pomocné třídy, které byly v roce 1945 přeměněny ve samostatnou školu. Její sídlo bylo ve staré budově čp. 78. Podle webových stránek školy však instituce v listopadu 2016 oslavila 85. narozeniny, musela tedy být založena už v roce 1931. Komplex školy se skládá ze dvou pavilonů (I, II), školní jídelny a tělocvičny. Ve škole se vzdělávají problematické děti, které mají snížený mentální intelekt a také děti s poruchami chování. Škola dává šanci dětem, které mají na běžné základní škole problémy se zvládáním učiva.[107] Školu navštěvuje asi 200 žáků z Prahy 9 a 14, z nichž mnoho je z romských rodin. v říjnu 2015 bylo po rekonstrukci otevřeno nové víceúčelové hřiště,[108] které se skládá z hřiště pro malou kopanou, basketbal, badminton, přehazovanou, tenis a další míčové sporty. Pro výuku atletiky byla vybudována běžecká dráha na sprinty (čtyři dráhy) a na delší běžecké tratě (dvě dráhy). Dále bylo vytvořeno doskočiště pro skok daleký.
3. Základní škola Chvaletická, Chvaletická 918/3, Lehovec.[109] Základní škola byla otevřena v roce 1977, má kapacitu 20 tříd. Škola nabízí různé kroužky, mezi nimi keramický, cykloturistický, sborového zpěvu, pěstitelský má k dispozici velký skleník. V 70. letech 20. století zde byla dočasně umístěna síň protifašistického odboje, která sem byla přenesena z Kyjí.[105]
4. Základní škola praktická a speciální Praha 9, Svépravická 701/3 – detašované pracoviště (kmenová budova školy je v Bártlově ulici 83 v Praze 9).[110]
5. Základní škola Vela s. r. o., Poděbradská 489/116 – soukromá, v Hloubětíně od školního roku 2017/2018.

### Střední školy a odborná učiliště

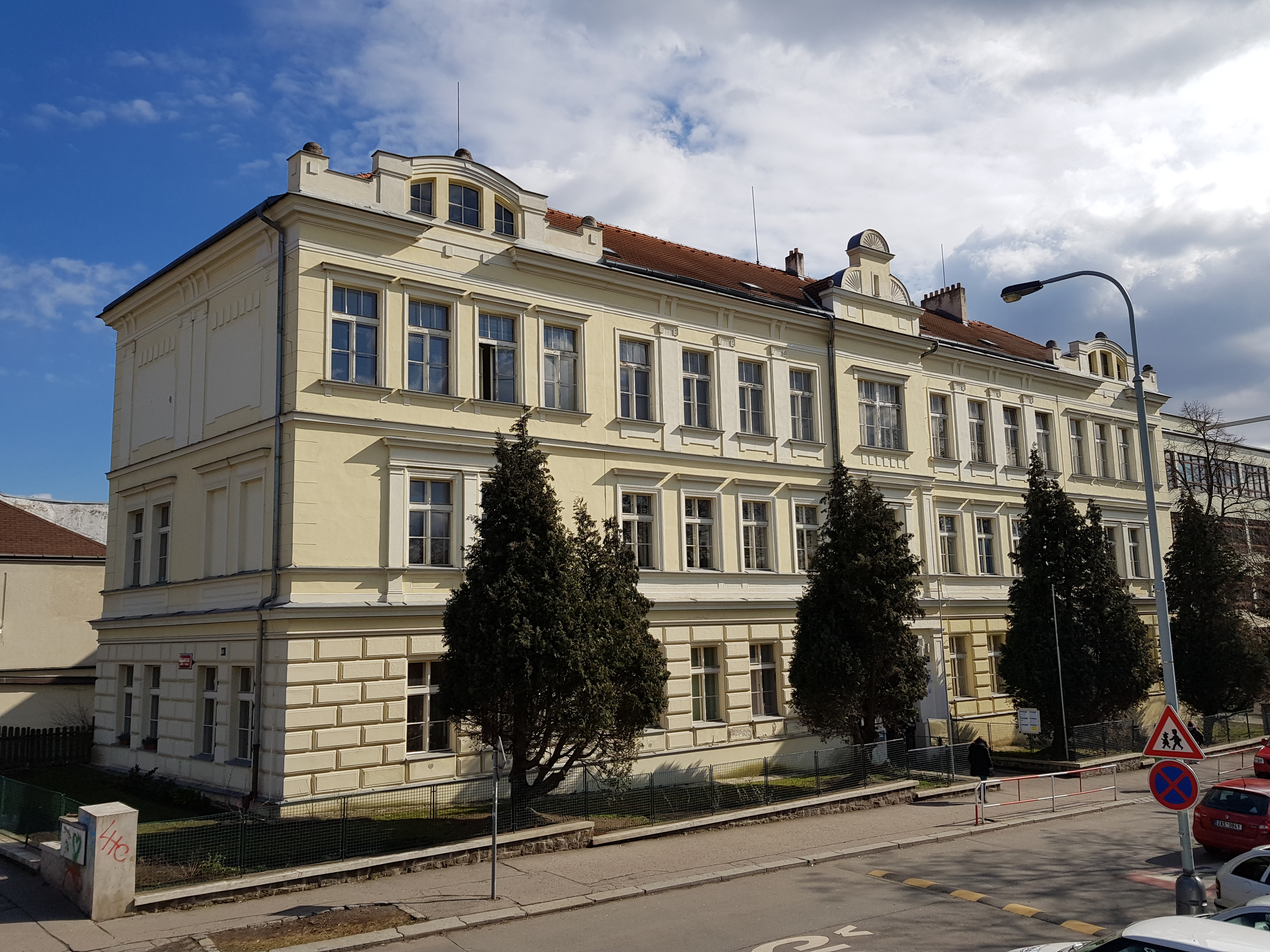
Budova školy čp. 78

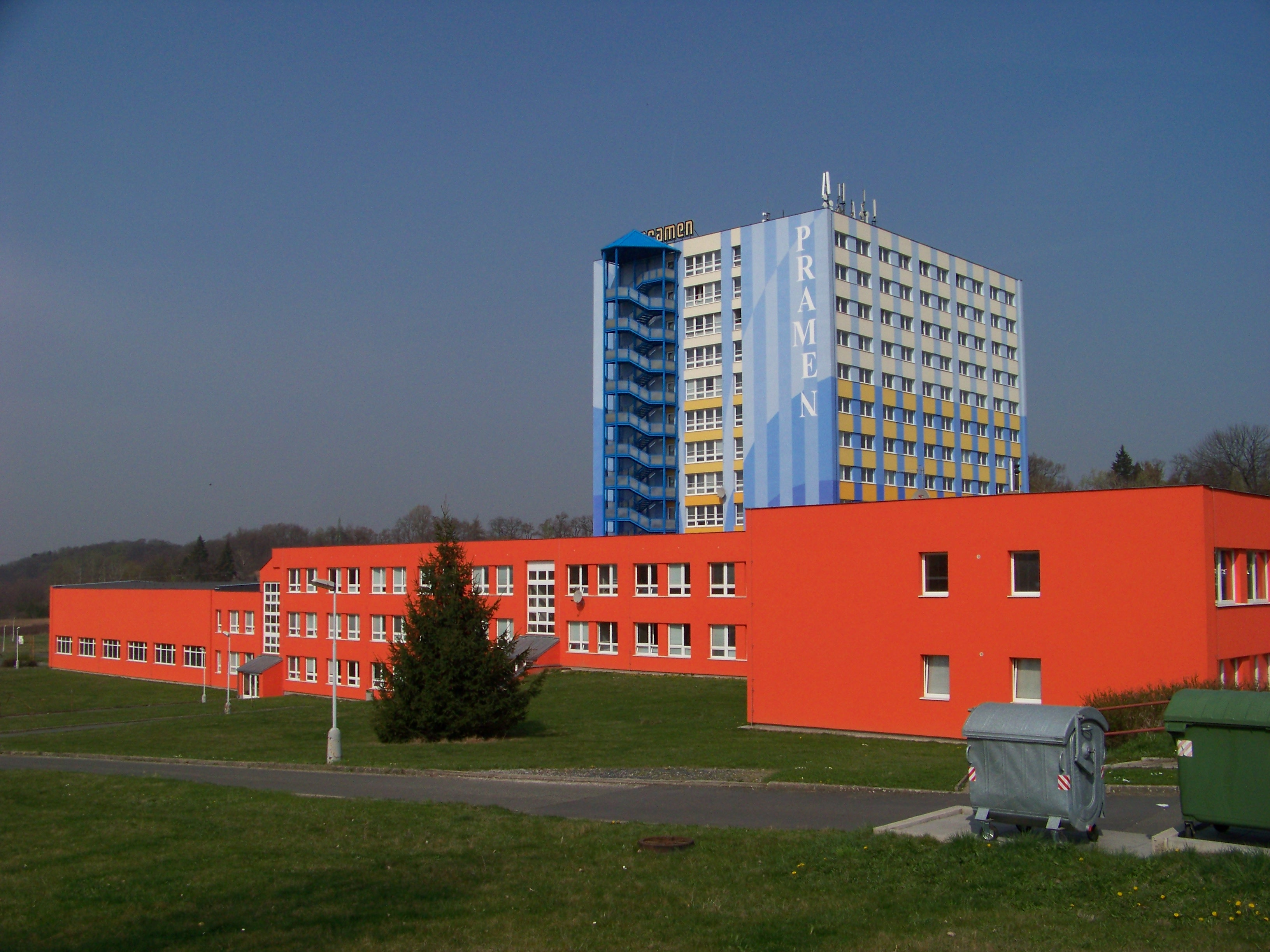
SOU gastronomie a podnikání Na Hutích

1. Střední zahradnická škola a Střední odborné učiliště, s. r. o., (se sídlem Veleslavínská 282/45, Praha 6), Hloubětínská 78/26.[111] Škola nabízí studijní a učební obory zahradnictví, rostlinolékařství, prodavač, zahradník a včelař. Budova byla postavena stavitelem Karlem Felixem jako šestitřídní základní škola pro děti z Hloubětína a Hrdlořez v letech 1890–1891. Základní kámen byl slavnostně položen 10. srpna 1890 a nachází se v rohu severozápadní strany školy. Obsahuje pamětní spis o stavu obce. Náklady na stavbu činily 24 965 zlatých. Protože byl překročen rozpočet, musela si obec vypůjčit u Zemské banky 14 tisíc zlatých na 50 let s ročními splátkami. Slavnostní vysvěcení proběhlo 13. září 1891. O tři roky později byla postavena i tělocvična a letní cvičiště. V roce 1909 byla budova významně rozšířena, bylo přistavěno druhé poschodí a jižní křídlo. Kapacita narostla na jedenáct tříd. U školy stávala do 50. let 20. století barokní socha svatého Gottharda. Za První republiky bylo postaveno východní křídlo a škola fungovala jako obecná a měšťanská. Za války školu obsadila německá armáda. Po válce v budově sídlila II. obecná škola, pomocná (zvláštní) škola a později Střední odborné učiliště Hloubětín, které vzdělávalo budoucí pracovníky v pohostinství.[112][113]
2. Bezpečnostně právní akademie, s.r.o., střední škola, Hloubětínská 78/26.[114] Škola, která byla založena v roce 2006, vzdělává budoucí pracovníky bezpečnostních sborů a připravuje žáky i pro práci ve státní správě a administrativě.
3. Střední odborné učiliště gastronomie a podnikání, Za Černým mostem 362/3, Hutě.[115] V této škole lze studovat obory prodavač, kuchař, číšník, cukrář, aranžér a pekař. Škola nabízí tříleté obory, čtyřletý studijní obor s maturitou i nadstavbové studium se zaměřením na podnikání.[107]
4. Soukromá střední škola cestovního ruchu Arcus, s.r.o., Kardašovská 691, Lehovec.[116] Absolventi školy, která nabízí studijní obor cestovní ruch, odchází se znalostí tří cizích jazyků.[107]

V minulosti v Hloubětíně vzdělání poskytovalo Česko-italské jazykové gymnázium. Výuka probíhala v budově bývalé mateřské školy na adrese Sadská 530/20. Pětiletá škola typu bilingua byla otevřena ve školním roce 1991/1992. Původní název školy byl Italské gymnázium. První úspěšné maturity se na této škole konaly ve školním roce 1995/1996. V roce 1996 se škola transformovala na šestileté gymnázium. Studovalo tam až 140 studentů.
Soukromá střední odborná škola START, Chvaletická 918/3, Lehovec, nabízela čtyřleté maturitní studium se zaměřením na obchod, cestovní ruch, bankovnictví a oděvnictví, později (určitě v letech 2018–2019) nabízela pouze obor cestovní ruch. Škola se 15. července 2019 přestěhovala do červeného pavilonu Základní školy Generála Janouška na adrese Dygrýnova 1006/21, Praha 9-Černý Most.

## Sport
Historie organizovaného sportu v Hloubětíně se začala psát 30. srpna 1896, kdy byla založena tělocvičná jednota Sokol. U jejího zrodu stáli starostové obce Josef Souček, Karel Felix a Alois Vaněk. Od roku 1901 začali vystupoval s cvičeními na veřejnosti. V roce 1922 zakoupili hostinec U Orla a v následujících letech ho přestavěli na sokolovnu. V roce 1926 však vyhořela a ještě téhož roku byla vystavěna nová. Tělocvična měla pódium, sloužila i ke kulturním a společenských setkáním občanů a jako divadelní sál. Stála na dnešním náměstí Hloubětín, kde byl v šedesátých letech 20. století postaven kruhový pavilon Havana. K sokolovně přiléhala zahrada s kaštany a letní cvičiště. Ve 30. letech 20. století letech měla organizace 800 členů. Účastnili se všesokolských sletů. V období komunismu byla sokolovna zbourána, inventář zničen a členská základna rozpuštěna. Po Sametové revoluci byl Sokol obnoven, v roce 1998 se Sokol Hloubětín sloučil s dramatickým spolkem Beseda J. K. Tyl, který byl založen v roce 1907 v hostinci U Sokola.
Tělovýchovná jednota Slavoj Hloubětín byla založena v roce 1948 sloučením fotbalového klubu Slavoj Praha 9 a hloubětínského Sokola. V roce 1983 uzavřeli patronátní smlouvu s podnikem Tesla Hloubětín.

### Tělovýchovné jednoty
TJ Sokol Hloubětín (Šestajovická 16) nabízí rozmanité tělovýchovné činnosti a skládá se z oddílu všestrannosti, fotbalu, šachů, stolního tenisu, volejbalu a bridže.
TJ Slavoj Tesla Hloubětín (Hloubětínská 88) je společenská organizace, která sdružuje členy sportovních, tělovýchovných a turistických oddílů. Pravidelně v ní sportuje kolem šesti set členů. Tvoří ji oddíly kopané, tenisu, odbíjené, karate, šachů, turistiky a cykloturistiky.

### Fotbal
Fotbal se hraje v Hloubětíně už od roku 1897.
FC KING (Kardašovská 774/10) je fotbalový oddíl, který působí při ZŠ Vybíralova. Specializuje se na žákovský fotbal a pořádá žákovskou Halovou ligu o pohár starosty Prahy 14, Zimní venkovní ligu o pohár starosty Prahy 14 a Venkovní turnaj o pohár starosty Prahy 14.

### Plavání

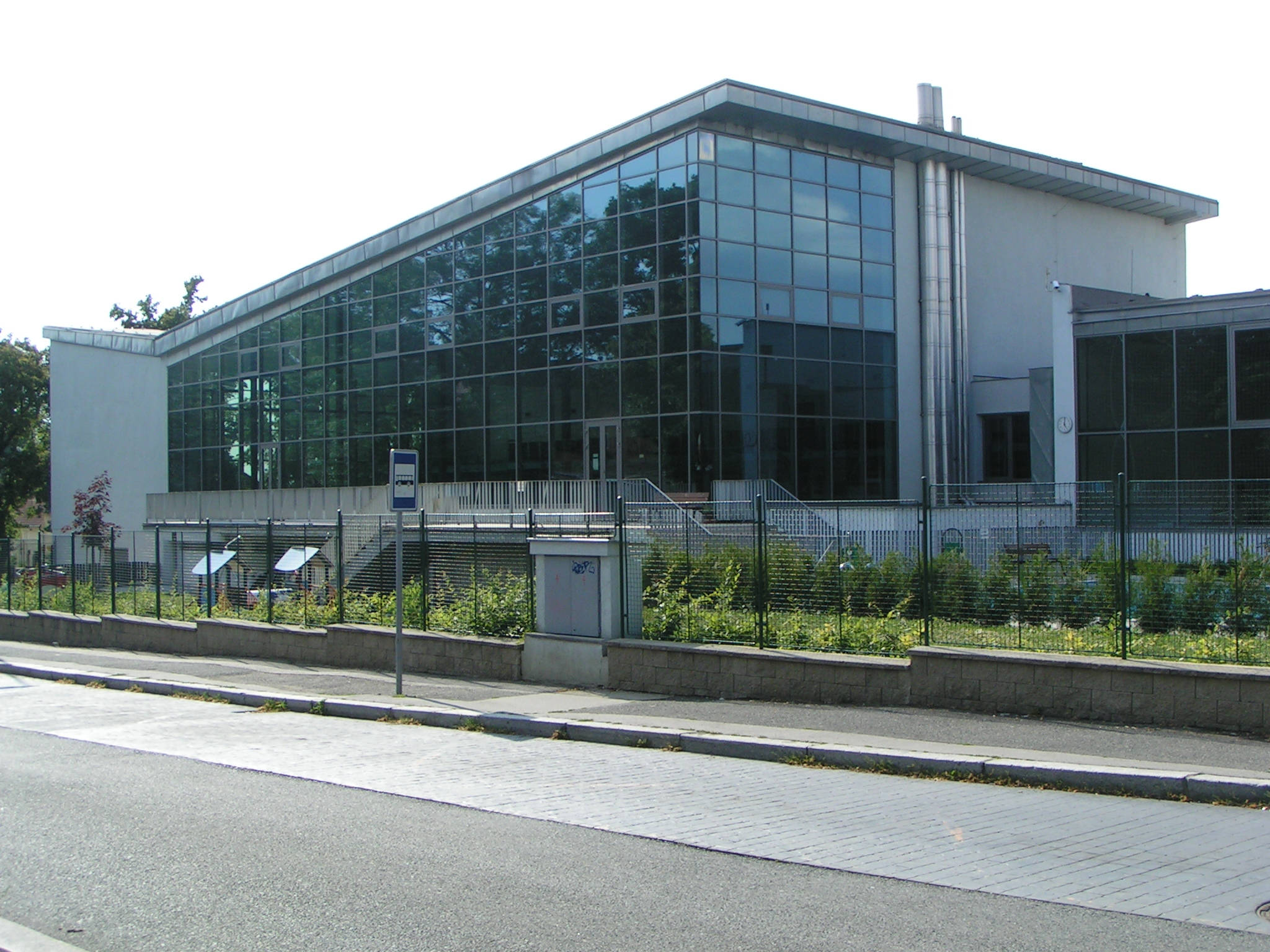
Bazén v Hloubětíně, pohled od ulice Klánovická

Plavecký a sportovní areál Hloubětín (PSA Hloubětín, Hloubětínská 80) byl zbudován v druhé polovině 70. let 20. století. Dokončen byl v roce 1976 a autorem projektu byl architekt Bohumil Kříž. Původně se v objektu o rozloze 120 x 85 m nacházely dva bazény (velký a výukový) a tělocvična (18 x 3 m). Je majetkem hlavního města Prahy. Areál v současnosti nabízí dva kryté bazény s celoročním provozem, letní venkovní bazén, parní lázně, saunu, fitness centrum, výcvikové středisko potápěčů a akvabel, tělocvičnu pro míčové hry a aerobik, tenisové kurty a kadeřnictví.
Od většiny pražských bazénů se liší tím, že je napuštěn slanou vodou, byl dokonce prvním bazénem takového druhu v Česku. Má tudíž také speciální způsob úpravy vody. K čištění se používá kombinace pískových, vzduchových a chemických filtrů, přírodní mořská sůl se přidává pomocí australské technologie. Slaná voda má přirozené antiseptické účinky, denně je v bazénech provedena výměna jedné třetiny vody. Zatímco moře má průměrnou salinitu 3,5%, v hloubětínském bazénu je to 0,5%.
Parametry bazénů:
- 1/ sportovní – 25 x 15 metrů s vodním objemem 760 m³ a hloubkou od 120 cm do 360 cm
- 2/ dětský – 15 x 7,5 metrů s vodním objemem 70 m³ a hloubkou od 60 do 80 cm, teplota u vnitřních bazénů kolísá mezi 27 a 28 °C.
- 3/ venkovní – 12 x 8 metrů

V 90. letech (od roku 1990) si bazén s tělocvičnou a tenisovými kurty pronajalo občanské sdružení Poseidon club, v jehož čele stál bývalý reprezentant v plavání Ivan Faitl. Součástí klubu byl tehdy i jediný pražský oddíl akvabel.
V bazénu se natáčel 110. díl (Vysvobození) televizního kriminálního seriálu Specialisté (premiéra 7. září 2020, režie Roman Fabián).

## Doprava

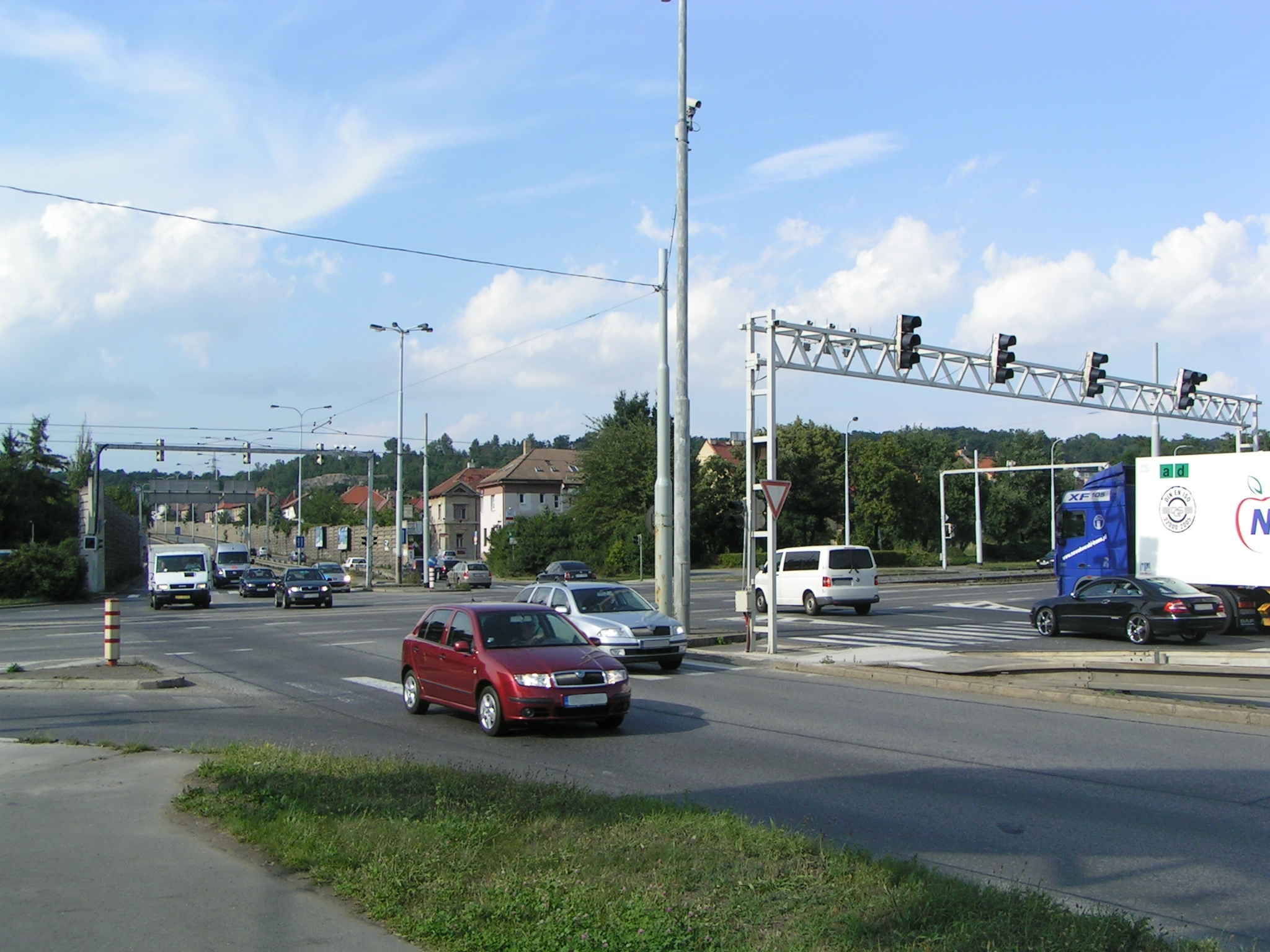
Křižovatka Poděbradské s Kbelskou a Průmyslovou

### Automobilem
Územím prochází významné radiální komunikace, Kolbenova, Poděbradská (jen osobní doprava) a Českobrodská. V roce 2011 byla zprovozněna Vysočanská radiála, která převzala tranzitní dopravu z D10 (směr Mladá Boleslav) a D11 (směr Hradec Králové). Hloubětínem prochází také významná tangenciální komunikace, tzv. Průmyslový polookruh plnící funkci dosud neexistující východní části městského okruhu.

### Městskou hromadnou dopravou
Metrem linky B do stanice Hloubětín, tramvajovými linkami 19, 25, 92 a 94 a autobusovými linkami 110, 141 a 396.

### Vlakem
Bez přímého spojení, nejbližší nádraží, odkud lze pokračovat MHD jsou Praha-Libeň, Praha-Vysočany a Praha-Kyje. Předpokládá se vybudování zastávky Rajská zahrada v blízkosti stejnojmenné stanice metra pro umožnění přestupu z příměstské na městskou hromadnou dopravu. V letech 1882–1976 byla na kolínské železniční trati zastávka Praha-Hloubětín.

## Pamětihodnosti

### Stavby

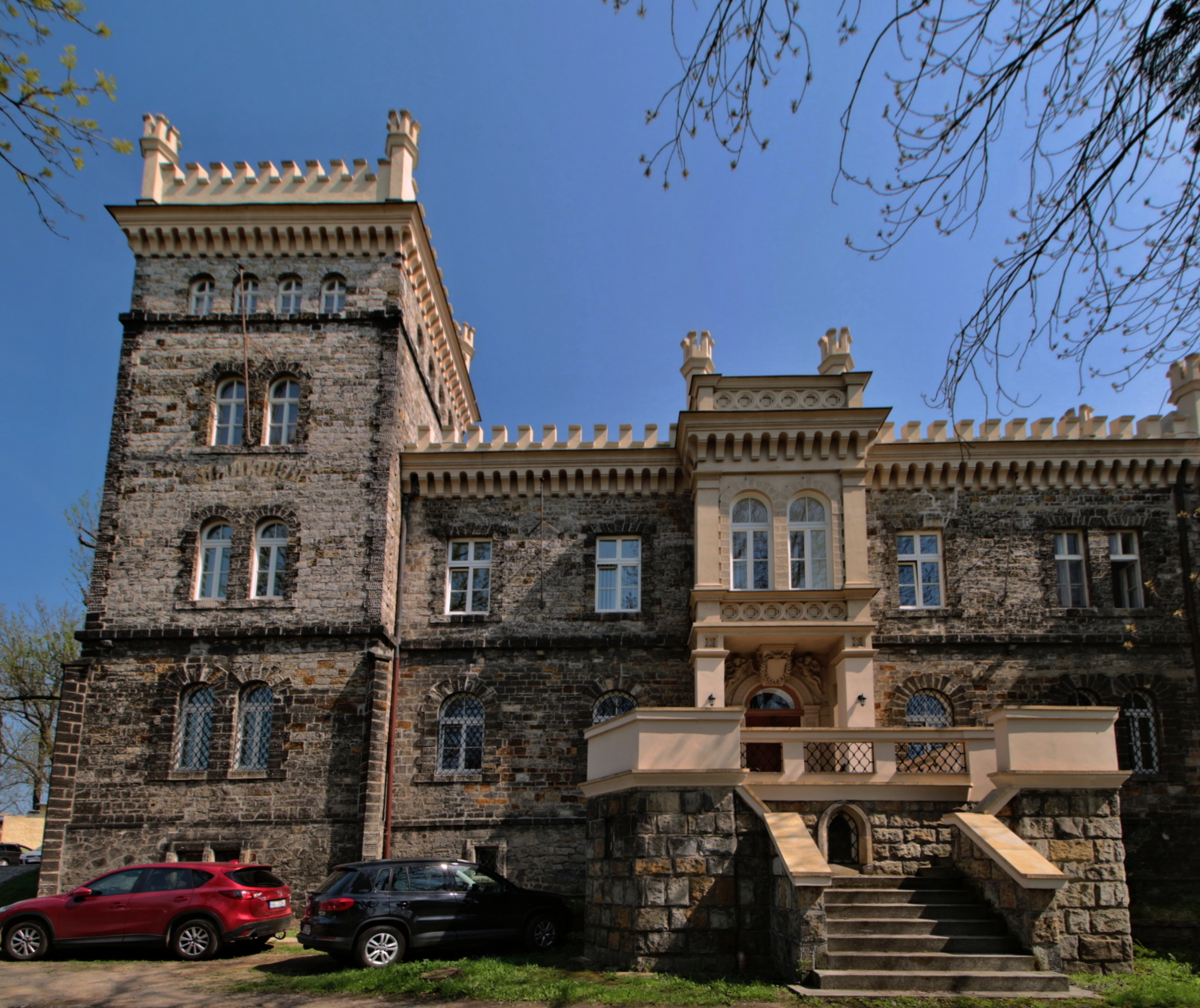
Hloubětínský zámek v roce 2018

- Zámek Hloubětín (Hloubětínská čp. 13/3, Praha 14)

Jednopatrová vila byla postavena v 70. letech 19. století v novobarokním stylu na místě staré hospodářské usedlosti, která nahradila středověkou tvrz. Vybudoval ji zemský advokát Václav Lindhardt. Současnou novogotickou podobu z tesaných pískovcových kvádrů s třípatrovou hranolovou věží a cimbuřím získala na přelomu 19. a 20. století, kdy ji vlastnil karlínský velkostatkář a majitel zámku Troja Vladimír Židlický. Kolem pozemku byla postavena ohradní zeď a nad ostrohem hláska. Vila byla vybavena mobiliářem z Trojského zámku a v zahradě byly umístěny sochy Flora a Herkules, které sem byly přemístěny z ostrova Štvanice. V této době byl také na průčelí umístěn jeho fiktivní erb. Před první světovou válkou daroval nový majitel Rudolf Salomon objekt Židovské náboženské obci, která z něj vytvořila ústav po slabomyslné. Po druhé světové válce a vlně znárodnění využívalo komplex Vesnické divadlo, bylo zde skladiště, truhlárna a od roku 1969 Obvodní dům pionýrů a mládeže. Po Sametové revoluci byla vila navrácena Židovské obci, obnovena v letech 1993–1994 a pronajata soukromému zdravotnímu zařízení GynCentrum. V roce 2005 byl vedle brány zprovozněn 1. první babybox v České republice.

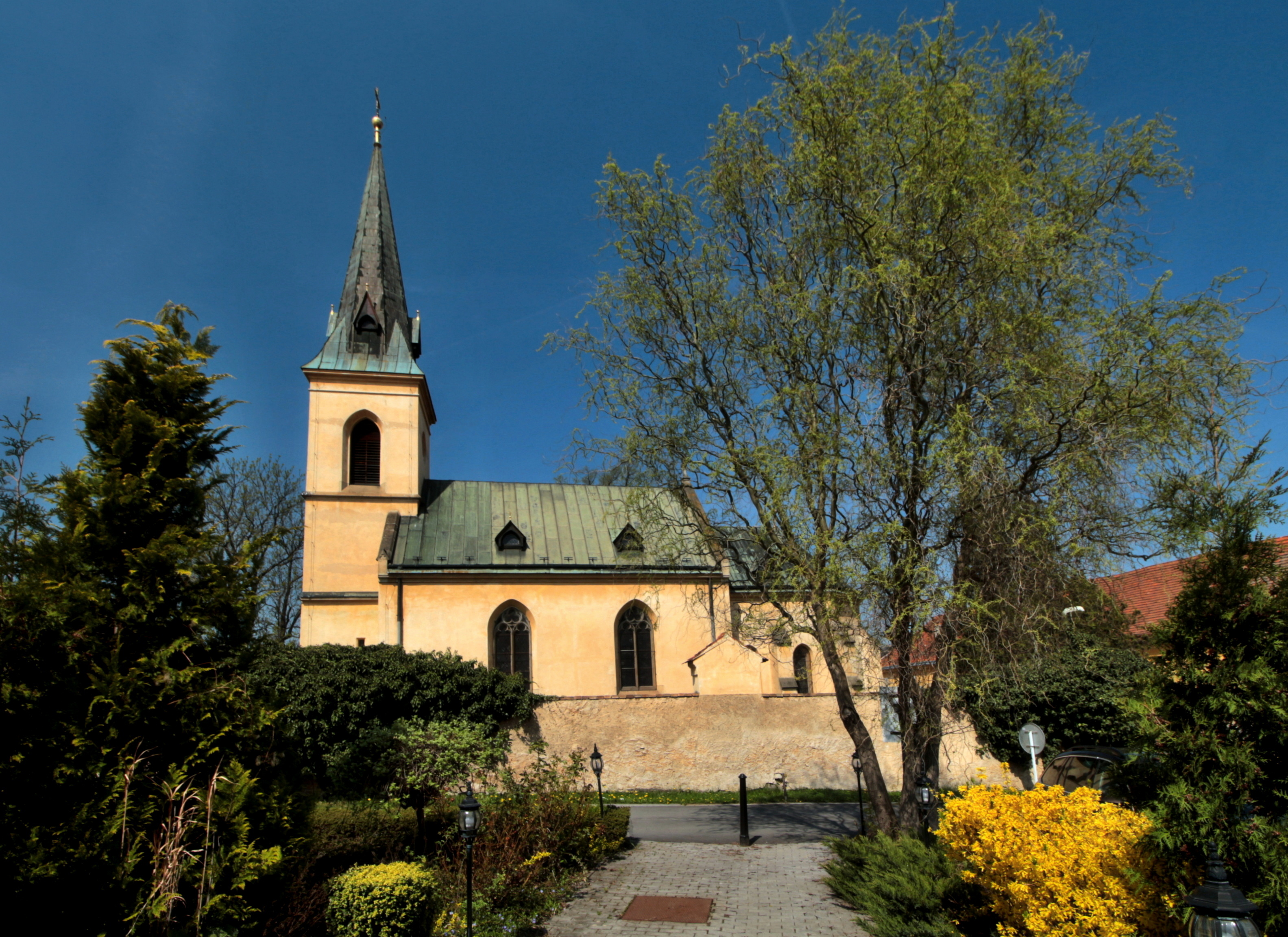
Kostel svatého Jiří

- Kostel sv. Jiří (ul. Hloubětínská, Praha 14)

Jednolodní farní kostel hloubětínské farnosti byl založen v první třetině 13. století a je nejstarší hloubětínskou stavbou. Byl zbudován řádem Německých rytířů, kteří tehdy vesnici vlastnili. Zasvěcení bylo vybráno záměrně, svatý Jiří je řádovým patronem. Původně románský kostel byl v polovině 14. století přestavěn v gotickém stylu, v této době byla zbudována hranolová věž a pětiboký presbytář. Tehdy měli patronátní právo ke kostelu křižovníci s červenou hvězdou už více než sto let. Další přestavby následovaly na konci 17. století a především v polovině 19. století, kdy kostel získal dnešní novogotickou podobu. Původní gotická věž byla v roce 1847 zbořena, na jejím místě byla postavena sakristie, loď byla prodloužena a na západě byla vystavěna nová věž. Vnitřní výbava je z konce 19. století. Kostel je ve správě křižovníků s červenou hvězdou. U kostela se nachází zrušený hřbitov, kde byli pohřbíváni velmistři a členové řádu křižovníků. Hřbitovní brána pochází z roku 1847, zdobí ji řádový znak křižovníků a nápis Pokoj Vám.

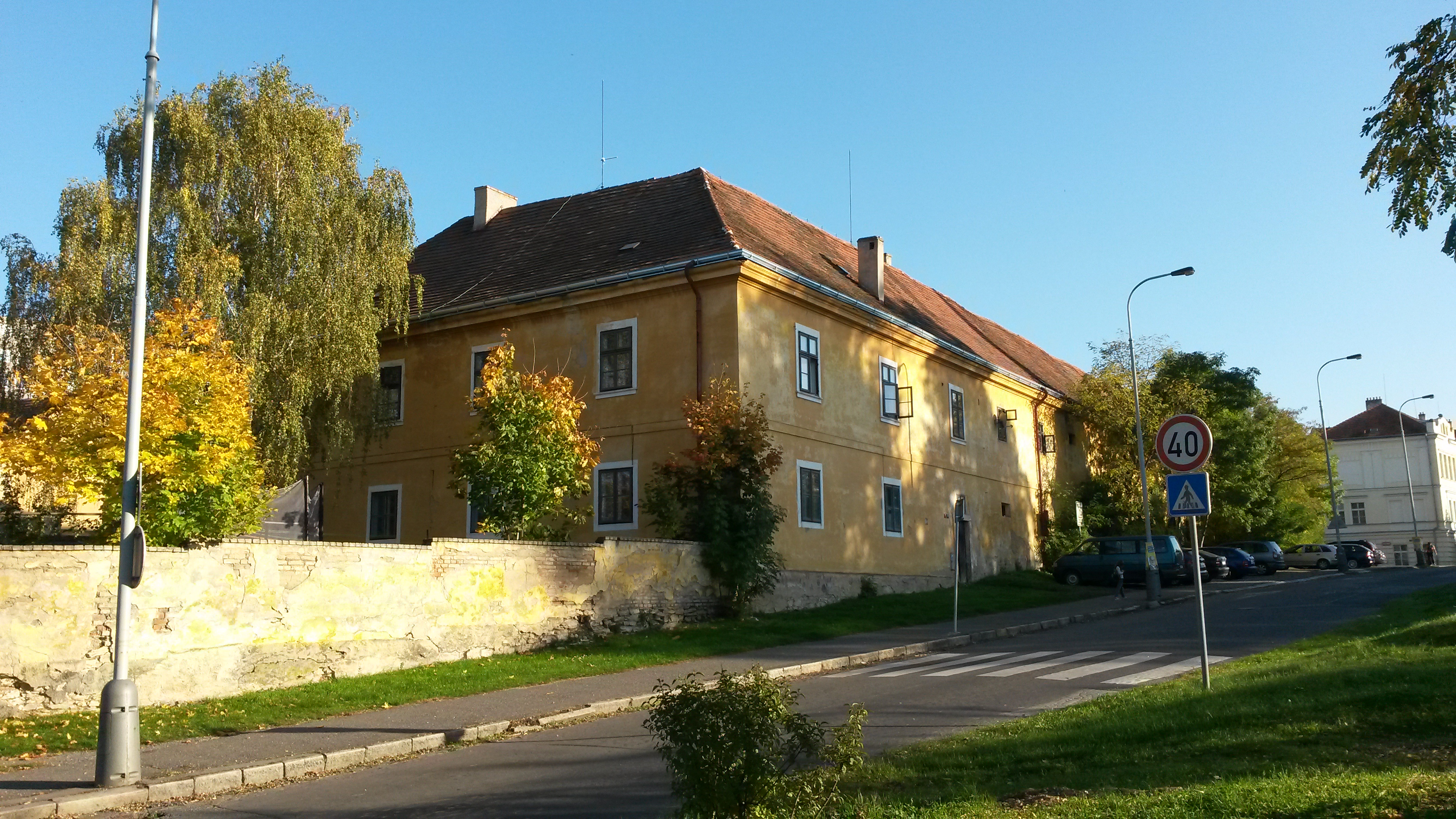
Západní obytná budova Křižovnického dvora

- Křižovnický dvůr (Hloubětínská čp. 5/28, Šestajovická, Klánovická, Praha 14)

Komplex budov hospodářského zázemí pro řád Křižovníků s červenou hvězdou pochází ve svém jádru z konce 17. století, kolem roku 1800 byl přestavěn ve stylu klasicismu. Ve dvorci byly stáje, podkovářská, kovářská a kolářská dílna. Nacházel se v něm i špitál a fara. Ke dvoru patřily pozemky o rozloze 216 hektarů. V Hloubětíně stál hospodářský dvůr zcela jistě již před třicetiletou válkou. Dodnes není prokázáno, zda současný dvůr navázal na původní válkou poničené budovy nebo byl postaven na novém místě. V letech 1827–1863 byla jedna místnost v obytné části využívána jako třída místní školy. Křižovníci zde buď hospodařili ve vlastní režii nebo dvůr pronajímali. V roce 1881 se nájemcem stal rytíř Bedřich Frey z Freyensfeldu. V poválečné době využíval dvůr státní statek. Komplex na obdélníkovém půdoryse se skládá ze čtyř částí. Zachovaly se dvě starší dvoukřídlé budovy na východě a západě, ke kterým na jižní straně přibyla v 19. století stodola, uprostřed dvora je kolna. Přísně symetrický ráz ruší jen k východu vysunutá stodola. Po Sametové revoluci řád dvůr restituoval.

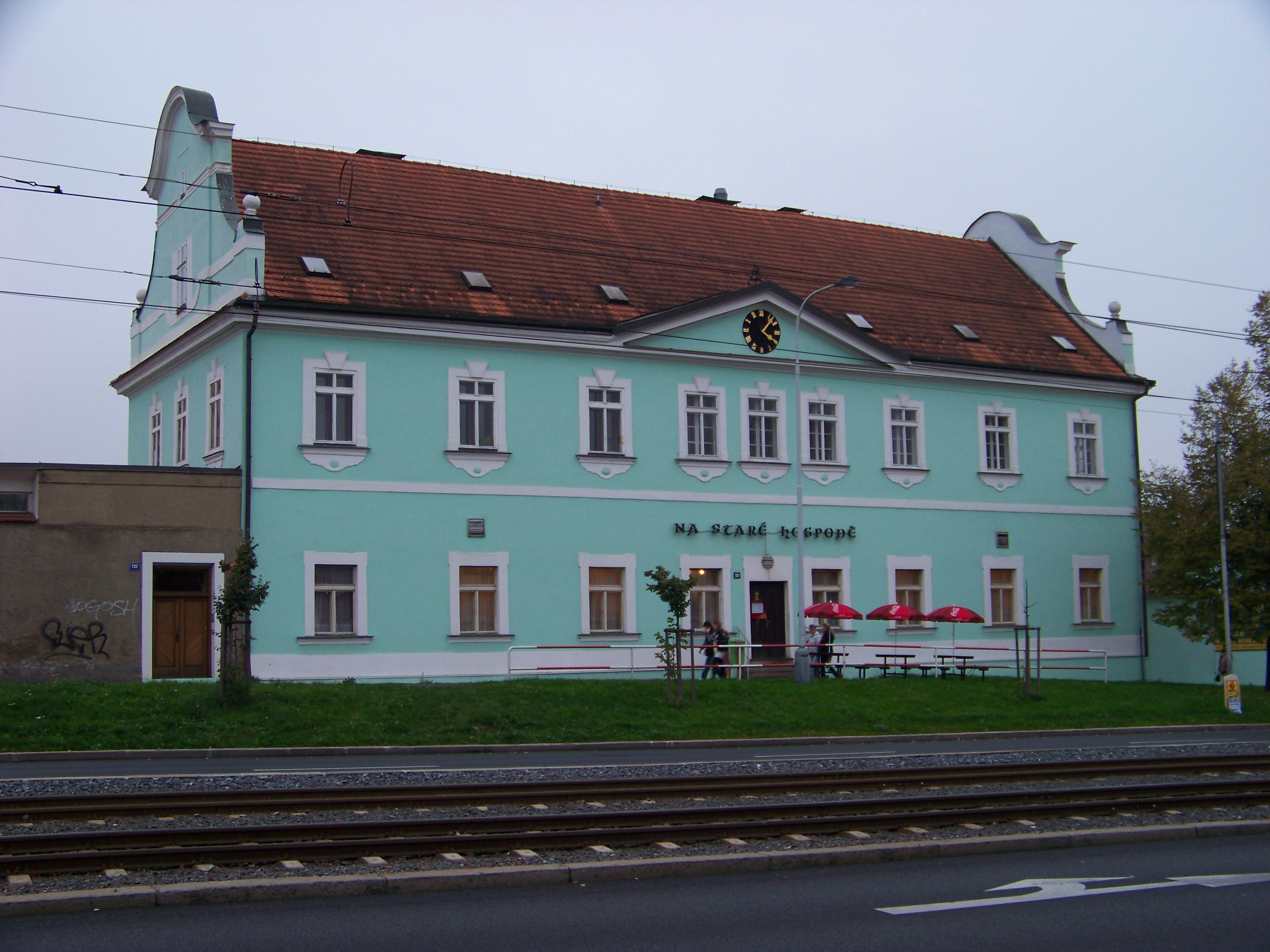
Zájezdní hostinec

- Stará hospoda (Poděbradská čp. 1/110, Hloubětínská 38, Soustružnická 1, Praha 14)

Zájezdní hostinec s čestným číslem popisným jedna byl postaven v roce 1711. Někteří odborníci zastávají názor, že stavbu navrhl Kryštof Dientzenhofer. Přestože fasáda je až pozdně barokní z konce 18. století, obvodové zdivo a klenby v přízemí jsou z prvotní fáze. Pozornost upoutá sedlová střecha s barokními štíty a koulemi, průčelí a brána však odpovídají vkusu klasicismu. Kde se nacházela původní krčma, o které máme zprávy z počátku 17. století, není známo. Snad stála na místě domu čp. 7 v ulici V Chaloupkách 52. Hostinec býval spolu se sklepy a stájemi od samého počátku křižovnickým řádem pronajímán. Mezi nejslavnější hosty, kteří se v hospodě občerstvili, patřili císař Karel VI. (30. června 1723 cestou na korunovaci) nebo císař František I. Štěpán Lotrinský se svou chotí Marií Terezií (1743) a jejich syn císař Josef II. dokonce několikrát (1781–1784). Josefa II. připomíná císařský pokoj v prvním patře, kde je krb s vročením 1783. Soukromí majitelé byli v roce 1953 násilně vystěhováni, v roce 1961 byl hostinec vyvlastněn. Po restituci v roce 1990 je opět v soukromých rukou a je tam provozována restaurace Na staré hospodě.

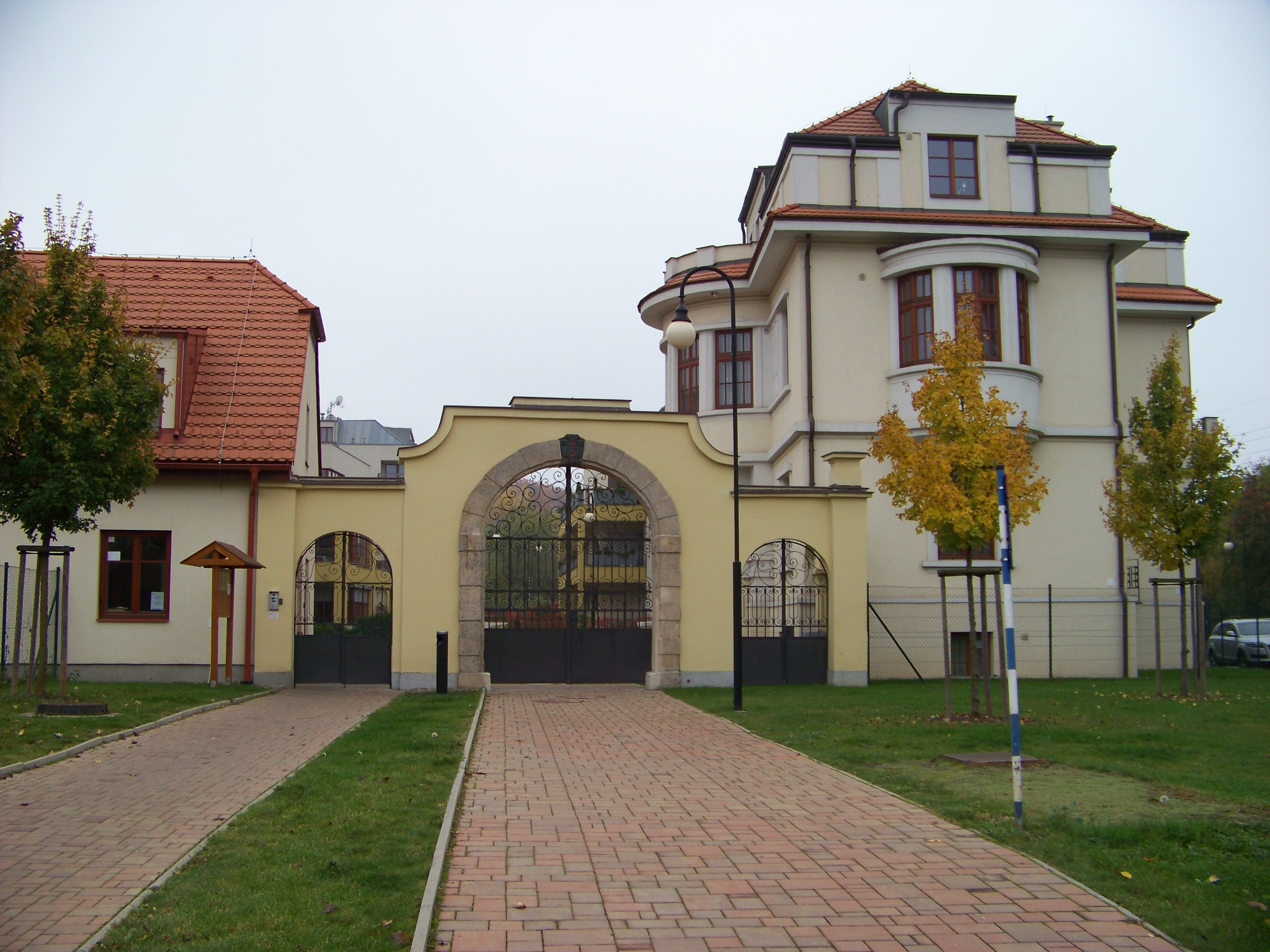
Kejřův mlýn – brána se znakem křižovníků a vila z roku 1926

- Kejřův mlýn (K Náhonu čp. 15/2, Praha 9, nedaleko Hořejšího rybníka).

Historie hloubětínského mlýna sahá do 16. století. První písemná zmínka pochází z roku 1544, kdy ho mlynář Matouš koupil od mlynáře Václava. Mlýn a okolní pozemky vlastnil řád křižovníků s červenou hvězdou, který také vlastnil hospodářský dvůr v Hloubětíně. Mlýn byl po dobu 150 let pronajímán na základě zákupního práva, mlynáři měli povinnost mlít pro řádový špitál obilí a odvádět úrok. V době rozkvětu na konci 16. a počátkem 17. století k mlýnu patřila tři moučná kola, štěpnice, 11 lánů orných polí a dvě louky. Za třicetileté války byl mlýn vypálen a pobořen. Po válce byl mlýn obnoven a nájemci se často střídali s výjimkou let 1713–1730, kdy ho křižovníci vykoupili z dědičného nájmu za 3500 zlatých a sami ho spravovali. K nájemcům patřil mlynář a měšťan ze Sadské Jan Kocourek (v letech 1661–1672), Ottavio Miseroni z Nového Města pražského (od roku 1679) a měšťan Starého Města pražského Jan Mautl (od roku 1701). Po válkách o dědictví rakouské, kdy byl mlýn opět poničen, stojí za zmínku měšťan ze Starého města pražského Jakub Bartl (od roku 1780) a především Josef Kejř (od roku 1912), po němž je mlýn pojmenován. Tohoto majitele připomíná pamětní deska s nápisem Jos. Kejř 1917. Po druhé světové válce ztratil mlýn svou hospodářskou a obytnou funkci a byl využíván jako sklady (např. pro Čokoládovny Orion). Na počátku 21. století byl mlýn rekonstruován a doplněn o nové stavby skupinou investorů Star Group Ltd. Vzniklo tak 79 bytů, projekt byl dokončen v roce 2008.

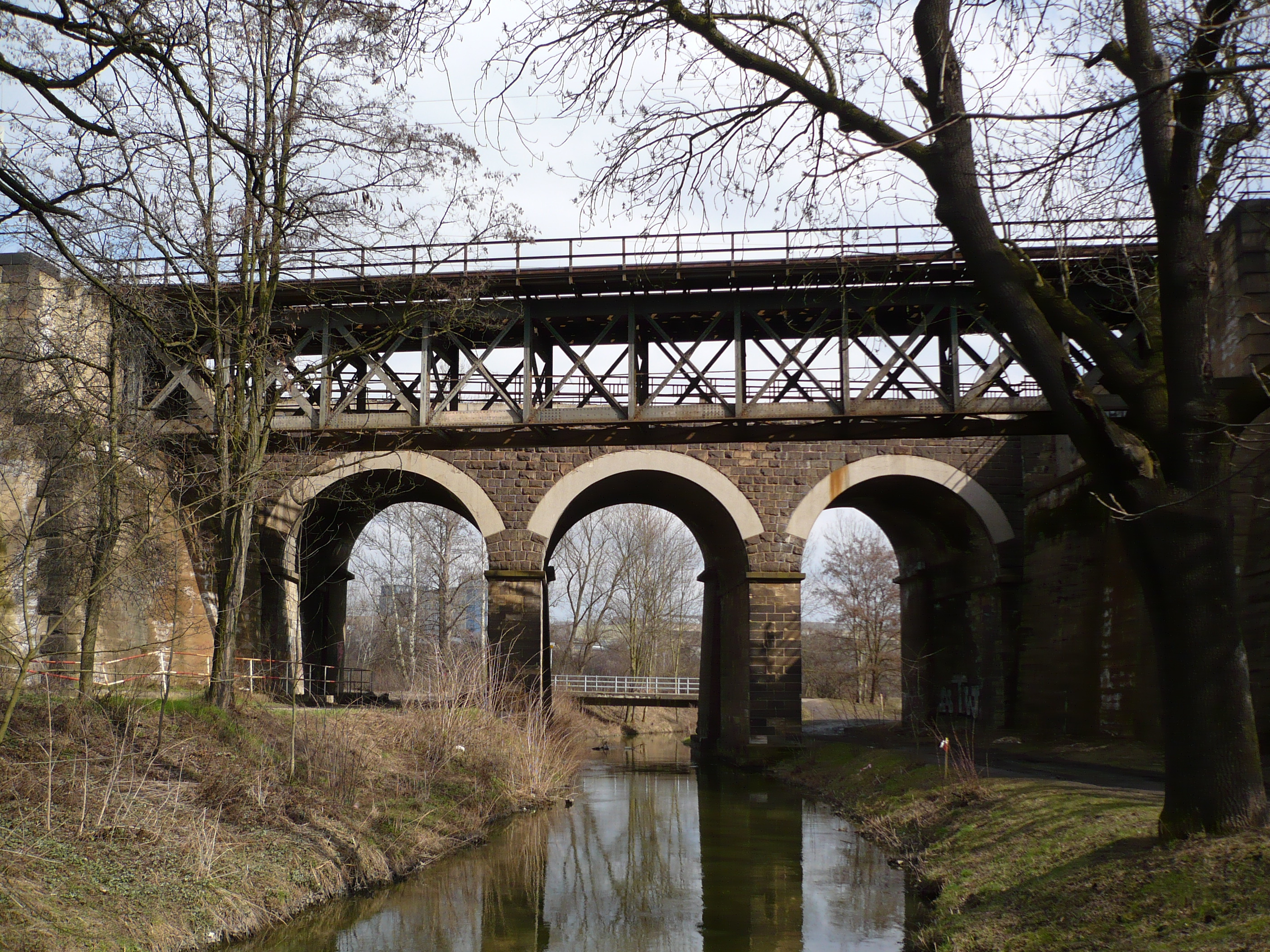
Viadukt u Hořejšího rybníka od jihu

- Viadukt u Hořejšího rybníka (nad Rokytkou a ulicí Mezitraťová, Praha 9)

Památkově chráněný viadukt se nachází na někdejší Severní státní dráze spojující Prahu (a později Drážďany) s Olomoucí. Trojmostí se skládá z původního dvoukolejného kamenného viaduktu se třemi oblouky z roku 1845, který byl rozšířen na severní straně v roce 1928. Pravidelný veřejný provoz na něm byl zahájen 1. září 1845. Severně od něj byl na stejné trati asi po roce 1952 vybudován železobetonový viadukt také se třemi oblouky. Jižní jednokolejný viadukt z roku 1919 je součástí vršovické (malešické) odbočky, mírně se od staršího mostu odklání a tvoří ho nýtovaná ocelová konstrukce na kamenných pilířích. Tato trať dále vede do tunelu pod kopcem Tábor. Pod viaduktem vede naučná stezka Městská část Praha 9 – jihovýchodní stezka, její 13. zastávka popisuje bitvu u Štěrbohol. Asi 250 metrů směrem k Libni se mezi lety 1882 a 1976 nacházela železniční zastávka Praha-Hloubětín. Připomíná ji název ulice Pod Hloubětínskou zastávkou. V rámci modernizace trati v letech 2006–2011 tam byl zbudován podchod.

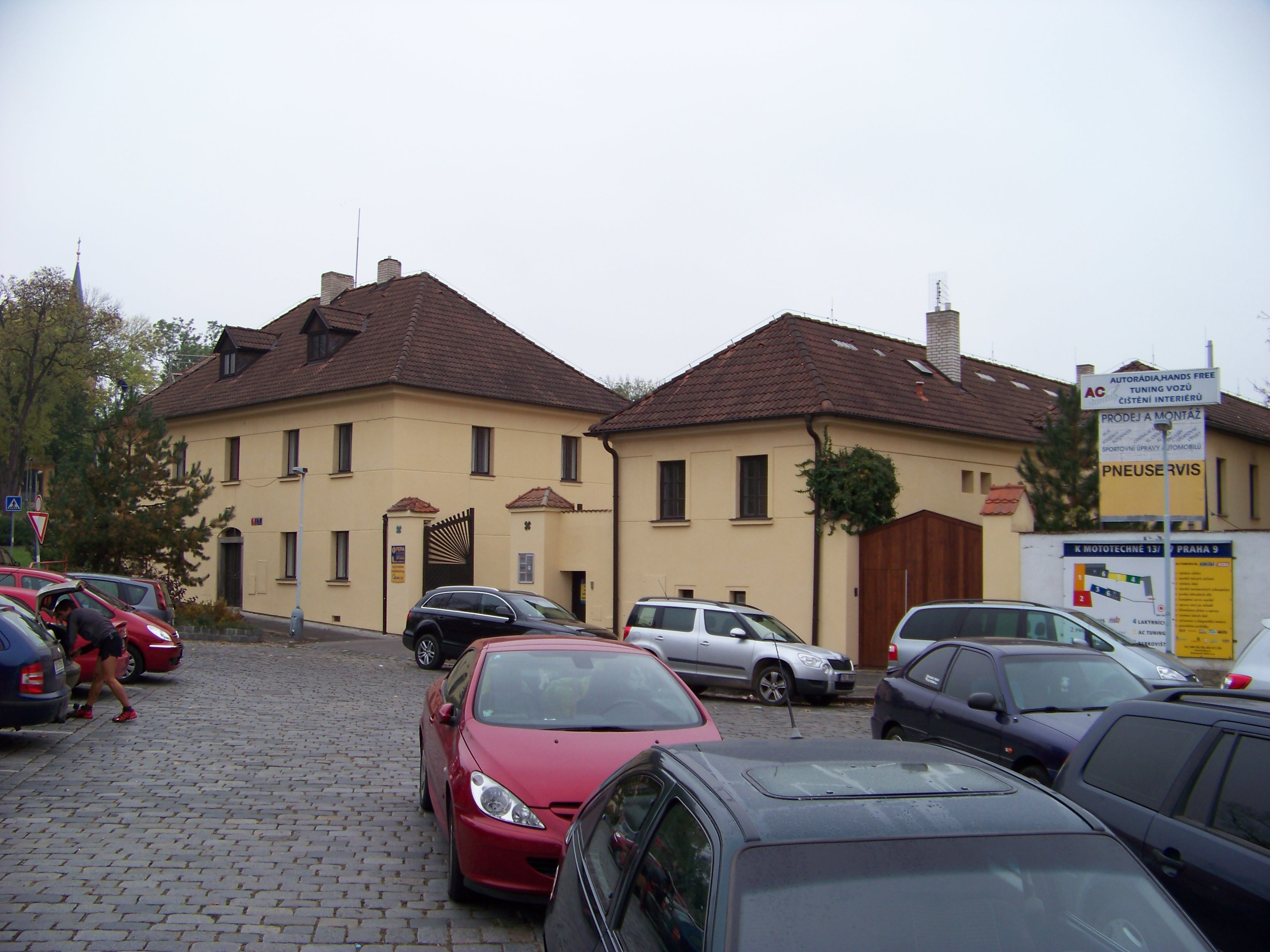
Hospodářská usedlost čp. 16

- Usedlost čp. 16 (Hloubětínská 11, Praha 14)

Jedna z nejstarších usedlostí Hloubětína, nachází se na západní straně původní návsi. V 16. století patřila rychtáři Býnovi. Z doby před rokem 1841 se v jádře zachovalo jednopatrové klasicistní obytné stavení s valbovou střechou a vikýři a výměnek. Budova chléva byla postavena až někdy po polovině 19. století.
- Usedlost čp. 17 (Hloubětínská 13, Praha 14)

Jedna z nejstarších usedlostí Hloubětína, nachází se na severozápadní straně původní návsi. V 16. století tady stával Čtverákův grunt. Z doby před rokem 1841 se v jádře zachovalo patrové obdélné obytné stavení s valbovou střechou, které je do návsi orientováno delší fasádou, a hospodářské křídlo, které bylo ve 2. polovině 19. století prodlouženo.
- Usedlost čp. 20 (Hloubětínská 17, Praha 14)

Nevelká hospodářská usedlost, která se nachází na místě, kde stará náves ústí do ulice Poděbradská. Majitel Jan Wagner zde provozoval kovárnu, která však na konci 17. století vyhořela. Současné budovy jsou ve svém jádru pravděpodobně z první třetiny 19. století. V roce 2007 zde byl otevřen hotel.

### Sochy, plastiky a pomníky

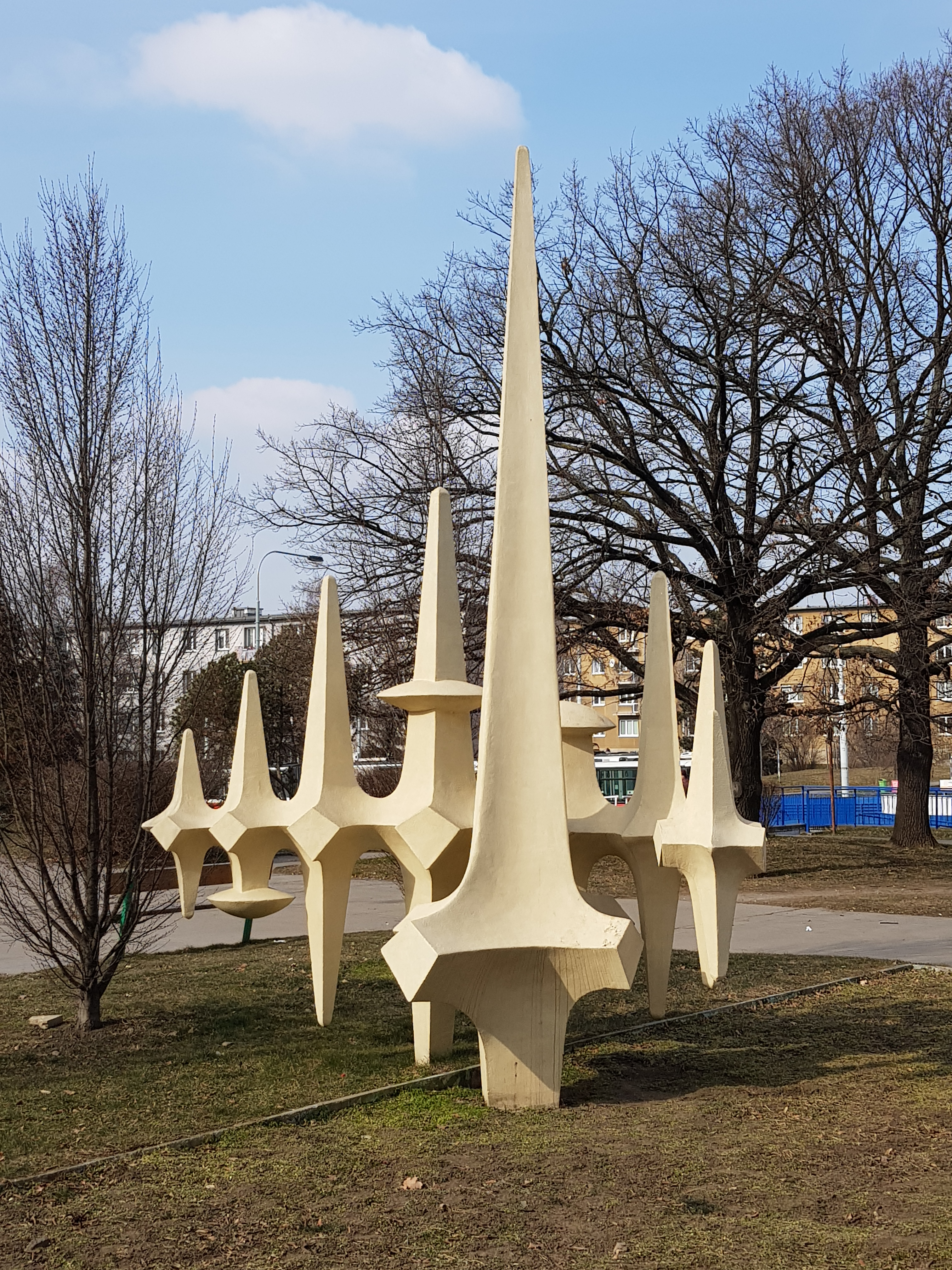
Fuga od Arnošta Košíka z roku 1966

- Fuga – Varhany (náměstí Hloubětín, ulice Poděbradská)

Betonovou abstraktní plastiku vytvořil v roce 1966 Arnošt Košík (1920–1990) v bruselském stylu. Původně byla součástí fontány a stála uprostřed bazénku, který byl však později zasypán, proto působí, že je do země zapíchnutá. Fuga, která je natřena na bílo, je tvořena několika různě velkými ve střední části spojenými jehlanci, které ve formě poloprstence obklopují ten nejvyšší. Jehlance jsou ve vertikální poloze, uprostřed jsou nejširší, zužují se směrem nahoru i dolů. Zboku v nejširší části jsou odřezány výstupky. Na třech jehlancích jsou napíchnuté disky, které mohou evokovat létající talíř, čočku nebo klobouk houby. O plastice vznikla v roce 2013 minutová rozhlasová hra Michala Pěchoučka a Romana Štětiny.
- Torzo ženy (v zeleni před zdravotním střediskem čp. 487, Klánovická 2a)

Pískovcová plastika z roku 1967 od Otty Sukupa (1926–2012), torzo ženské postavy leží na boku na hrubě opracovaném žulovém podstavci. Plastika vytvořená technikou sekání je v majetku Magistrátu Hlavního města Prahy.

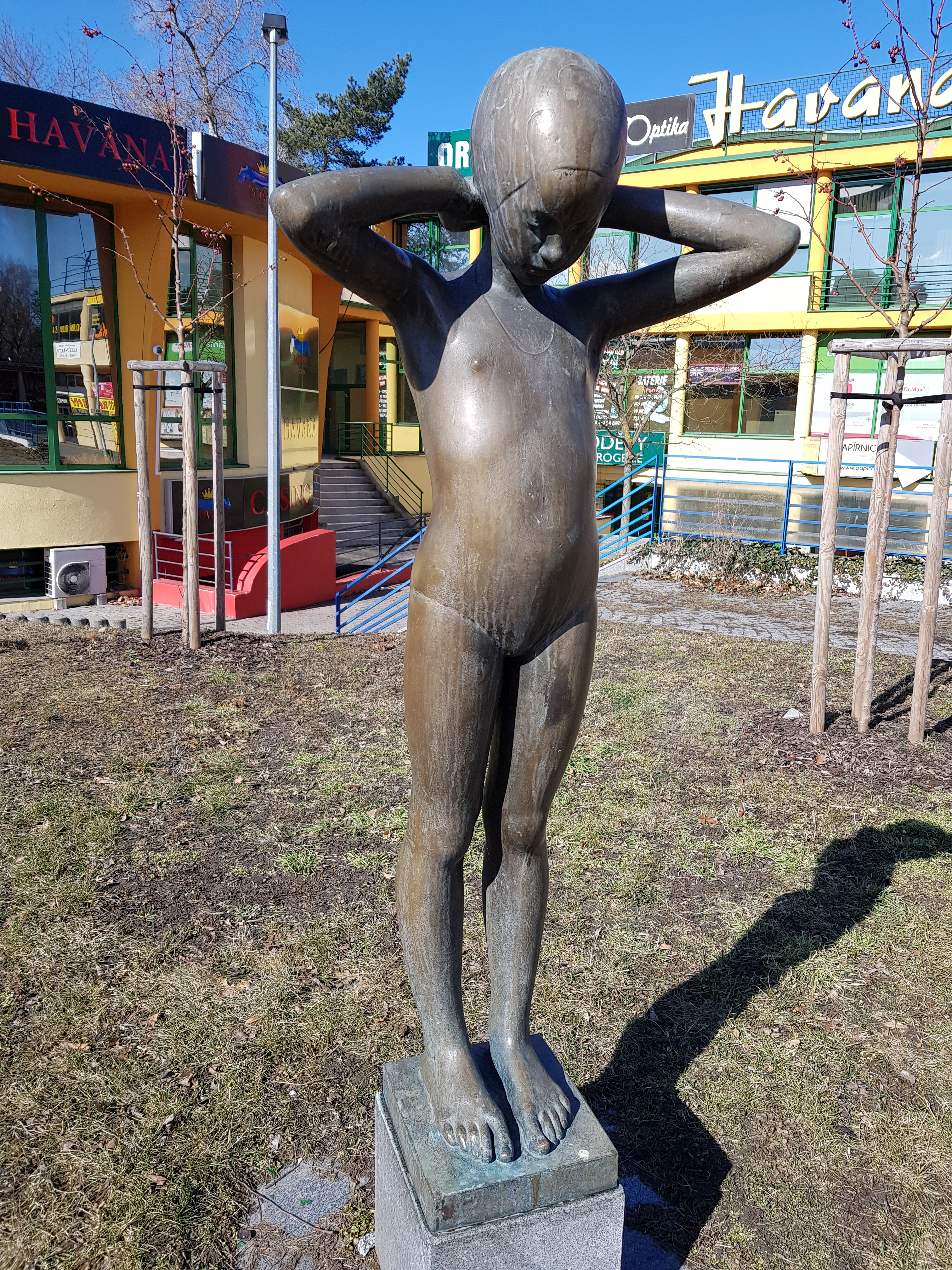
Plastika Koupání na náměstí Hloubětín

- Koupání (náměstí Hloubětín – severní část, ulice Poděbradská, u vstupu do metra)

Bronzová plastika z roku 1984 od Jaroslava Hladkého (* 1942) představuje mladou plavkyni, která si upravuje nasazenou koupací čepici a připravuje se ke skoku do vody. Původně byla umístěna v parčíku u křižovatky Poděbradské s Průmyslovou. Protože tam však byla neznámým pachatelem vyrvána z podstavce, byla po objevení přesunuta na současné místo u metra. Jak vyplývá z jednoho z modelů, sochař zvažoval i kompozici s nafukovacím kruhem kolem pasu plavkyně.
- Ležící žena (někdy uváděna jako Koupající se žena, v zahradě Hloubětínského zámečku)

Plastiku vytvořil Otto Sukup. Představuje ženu bez detailních rysů ležící na pravém boku, levou rukou si podpírá hlavu, v boku je silně prohnutá a nohy má mírně pokrčené. Plastika byla několikrát přestěhována. Původně se nacházela v severní části náměstí Hloubětín před Havanou, později byla přemístěna na druhou stranu náměstí před obchodní dům a nakonec do zahrady Hloubětínského zámku. Fotografie dokládají, že plastika bývala částečně ponořena v bazénku, sochařem zvolená poloha ženy tak dávala větší smysl. Plastika vznikla v roce 1964 technikou lití a je vytvořena z patinovaného cínu. Je v majetku Magistrátu Hlavního města Prahy.

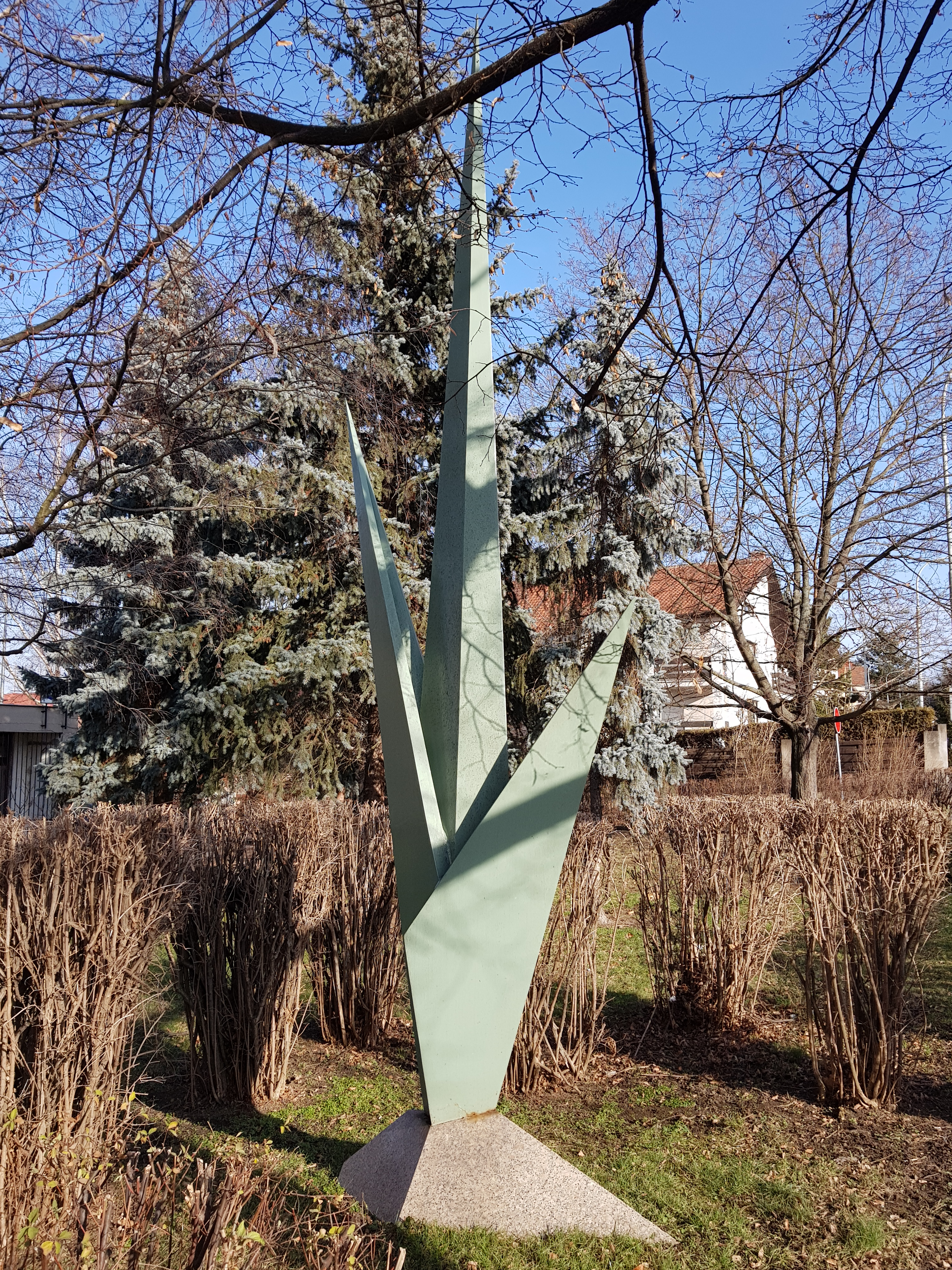
Stvol (Obilný klas)

- Stvol (někdy uváděn jako Obilný klas – v zeleni u domu čp. 488, Šestajovická 20)

Plastiku ze svařovaného plechu vytvořil v roce 1964 Arnošt Košík. Je v majetku Magistrátu Hlavního města Prahy.

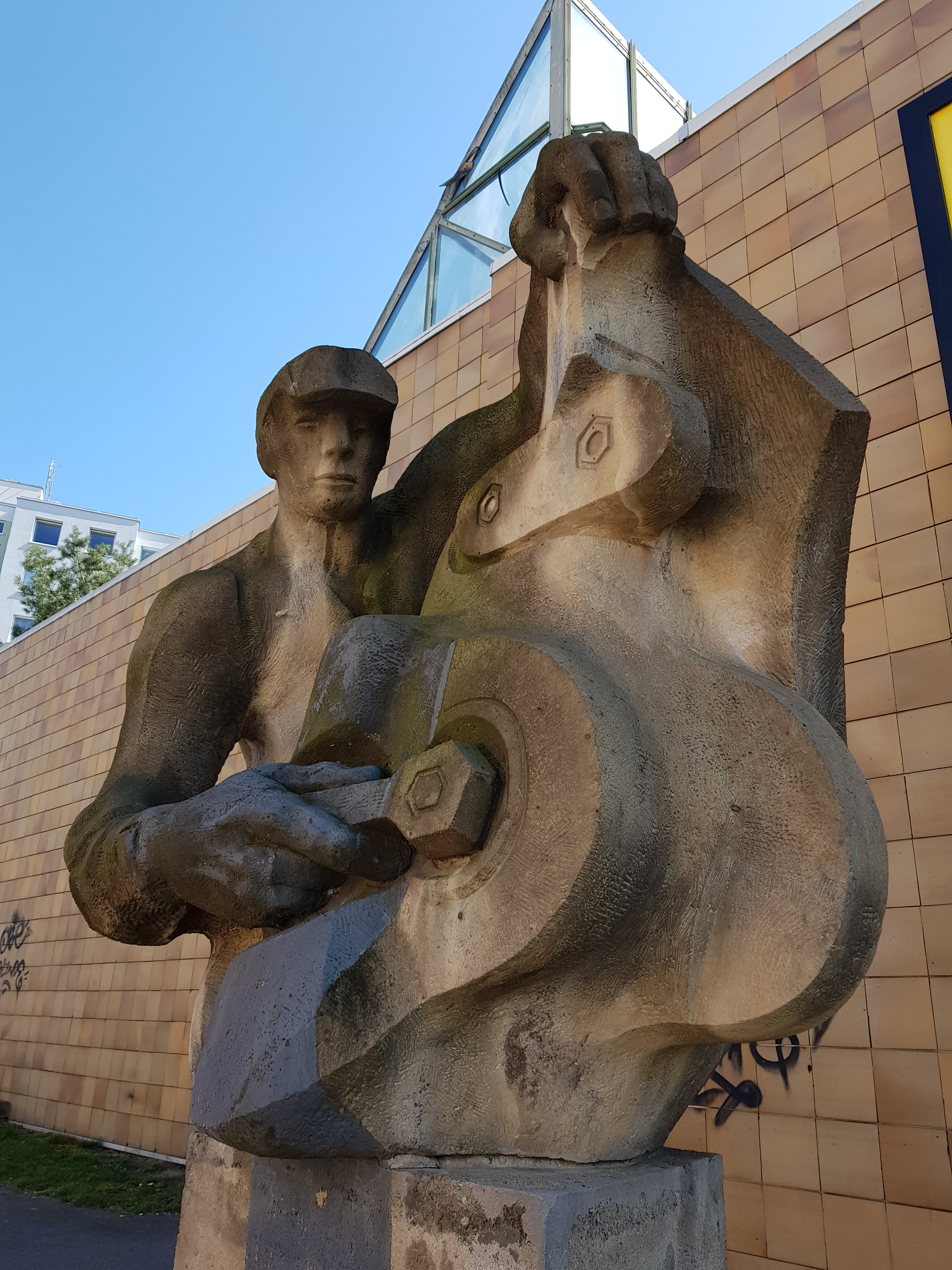
Socha Montážník v ulici Kardašovská

- Montážník (Kardašovská, sídliště Lehovec)

Budovatelskou plastiku polopostavy dělníka s obrovskýma rukama, který v pravé ruce drží očkový klíč a utahuje šroub, vytvořil v roce 1987 Vojtěch Adamec (1933–2011). Plastika zdobí prostranství u bývalého kulturního domu. Byla vyrobena technikou sekání z pískovce a je v majetku Magistrátu Hlavního města Prahy.
- Socha svatého Jana Nepomuckého (vpravo za branou bývalého hřbitova u kostela)

Pískovcová socha pochází z roku 1818. Původně stála před branou na hřbitov. Sochu nechal vztyčit nájemce Staré hospody Jan Tesař. Neznámý sochař se inspiroval typickým vyobrazením světce od vídeňského sochaře Matyáše Rauchmüllera, jak ho známe například z Karlova mostu. Podle tradičního vzorce má na sobě světec kanovnické roucho, spodní albu překrývá ke kolenům rocheta, přes ramena má pláštík (mozetta) a na hlavě biret. V levé ruce drží krucifix, v pravé měl původně palmovou ratolest. Je pravděpodobné, že původně byla kolem jeho hlavy svatozář s pěti hvězdami.
- Rokokový pískovcový kříž (na bývalém hřbitově u kostela)

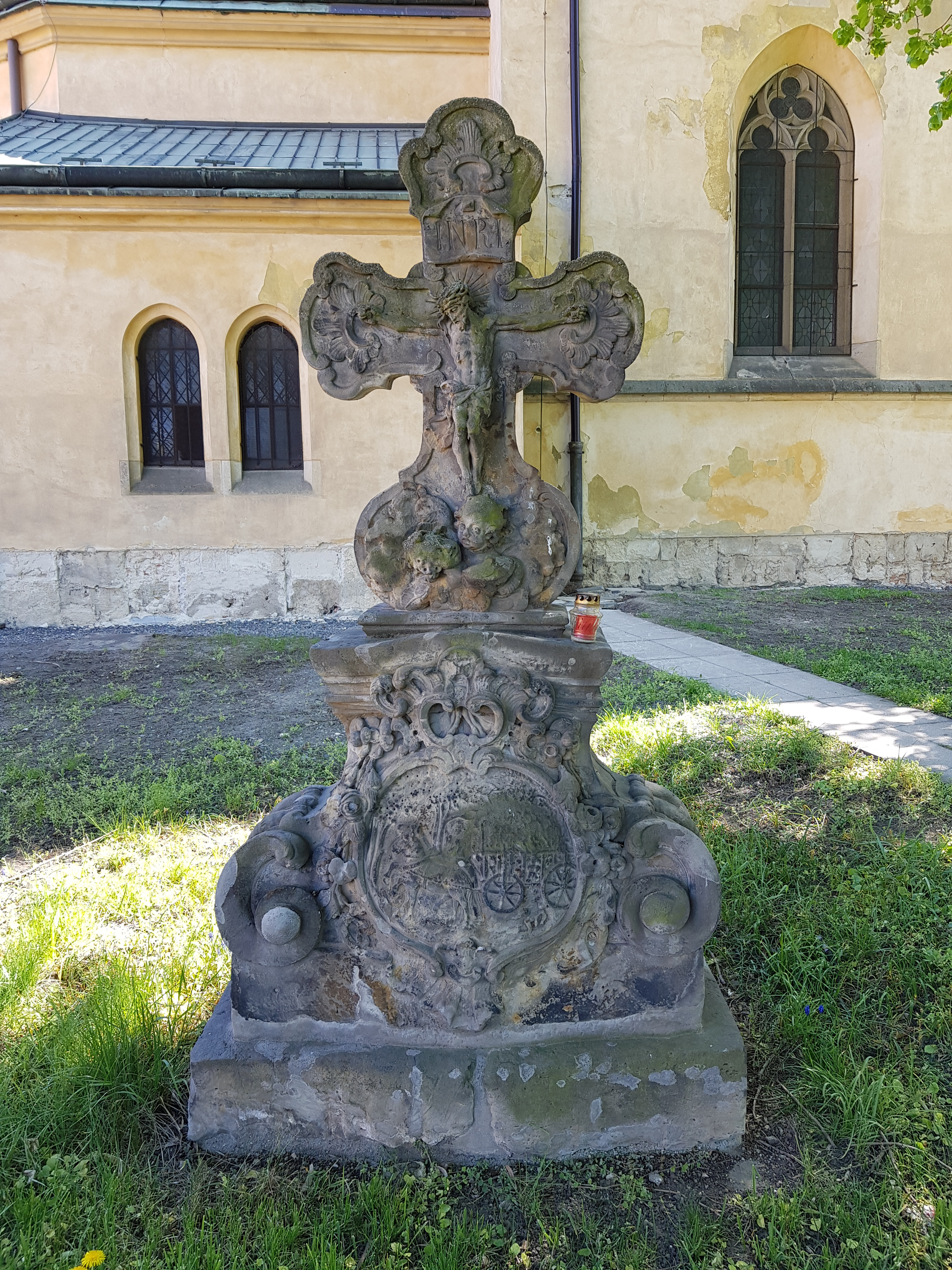
Rokokový kříž u kostela

Pochází z roku 1773. Podle pověsti byl vytesán na paměť tragické události, když byl během vojenských manévrů za přítomnosti císaře Josefa II. přejet vozem malý chlapec. Tuto událost zpodobňuje reliéfní výjev na kříži.
- Klasicistní náhrobní kříž (na bývalém hřbitově u kostela) – s letopočtem 1794.[27]
- Kříž s Kristem na podstavci (na Hloubětínském hřbitově) – s letopočtem 1904.
- Žena-život (na zdi PSA Hloubětín směrem k náměstí Ve Starém Hloubětíně)

Plastiku ženské postavy vytvořili v roce 1979 Josef Adámek, Vojtěch Adámek a Evžen Hampl. Pískovcová plastika vytvořená technikou sekání je v majetku Magistrátu Hlavního města Prahy.
- Pomník obětem 1. světové války (na náměstí Ve Starém Hloubětíně)

Pomník byl vztyčen v roce 1926. Má jehlancový tvar, korunuje ho váza se zlaceným věčným plamenem. Na pomníku je nápis PAMÁTCE PADLÝM VE SVĚTOVÉ VÁLCE 1914–1918, výčet 71 obětí a opět nápis ČEST BUDIŽ VÁM!. Do základů byla zazděna schránka s historickými doklady.
- Pomník obětem 2. světové války (na náměstí V Novém Hloubětíně)

Po druhé světové válce byl vztyčen pomník se jmény 39 obětí okupace a 4 rudoarmějců, kteří byli původně pohřbení na hloubětínském hřbitově a později byly jejich ostatky přeneseny na Olšanské hřbitovy.
- Socha svatého Gottharda (Hloubětínská 78/26, odstraněna)

Na rohu staré školní budovy v ulici Hloubětínská čp. 78 stávala na vysokém válcovitém sloupku ukončeném patkami barokní socha svatého Gottharda z roku 1755. Svatý Gotthard (960–1038) byl biskupem z Hildesheimu a stal se patronem řádu benediktinů. V polovině 50. let 20. století byla socha odstraněna.
- Busta Jana Švermy (Hloubětínská 700/24, odstraněna)

Busta českého novináře a komunistického politika Jana Švermy (23. března 1901 Mnichovo Hradiště – 10. listopadu 1944 Chabenec) od akademického sochaře Rudolfa Svobody stávala od roku 1971 před základní školou. Škola od roku 1949 nesla čestný název škola národního hrdiny Jana Švermy.
- Pamětní deska (V Chaloupkách 24/54, odstraněna)

V roce 1971 byla na budovu hostince V Chaloupkách umístěna pamětní deska, která připomínala, že tam byla v roce 1921 založena místní organizace Komunistické strany Československa.
- Pamětní deska Rudolfa Vetišky (náměstí Hloubětín, odstraněna)

Pamětní deska byla na náměstí, které v době totality neslo jeho jméno, umístěna v roce 1975.

## Průmysl a těžba
Hloubětín byl nesrovnatelně méně zasažen průmyslovým rozvojem než sousední Vysočany. Do poloviny 19. století byl charakter obce zemědělský, částečně také hornický. Obživu poskytla olomoucko-pražská větev Severní státní dráhy, při její výstavbě v letech 1843–1845 se uplatnili nádeníci, zedníci, kameníci a tesaři. Dráha se samotným impulsem pro rozvoj průmyslu nestala, zastávky v Hloubětíně a Kyjích byly otevřeny až v roce 1882.

### Předindustriální období
Od středověku působil ve vesnici krčmář, kovář, mlynář. V polovině 18. století zde hospodařilo devět majitelů gruntů, placenou pozicí byl rychtář a učitel. Těžil se zde kámen, písek a od 18. století také uhlí. Od 17. století zde měli křižovníci také ovčín. Až do poloviny 19. století se většina obyvatel věnovala polnímu hospodářství.

### Doba průmyslová
V Hloubětíně se těžil jemný písek, který pískaři v malých vozících tažených psy nebo koníky dopravovali do Prahy. Kvalitní písek měl různorodé využití, přidával se do mýdel, do štuku nebo se užíval při drhnutí dřevěných podlah a nádobí.
V 19. století zde fungovala továrna na umělá hnojiva, na lepenku, na laky a fermeže, na impregnované tašky, cihelna V Hutích a továrna Samuela Brilla na zpracování zvířecí kůže. Obyvatelé však většinou dojížděli za prací do První Českomoravské továrny na stroje v Libni (založena v roce 1871) a do továrny Kolben a spol. ve Vysočanech (založena v roce 1896). Na konci 19. století byla v Hloubětíně otevřena továrna na margarin značky Sana. Po druhé světové válce se podnik přestěhoval na Slovensko a jeho provozovny převzal Průmysl trvanlivého pečiva.

#### Tesla

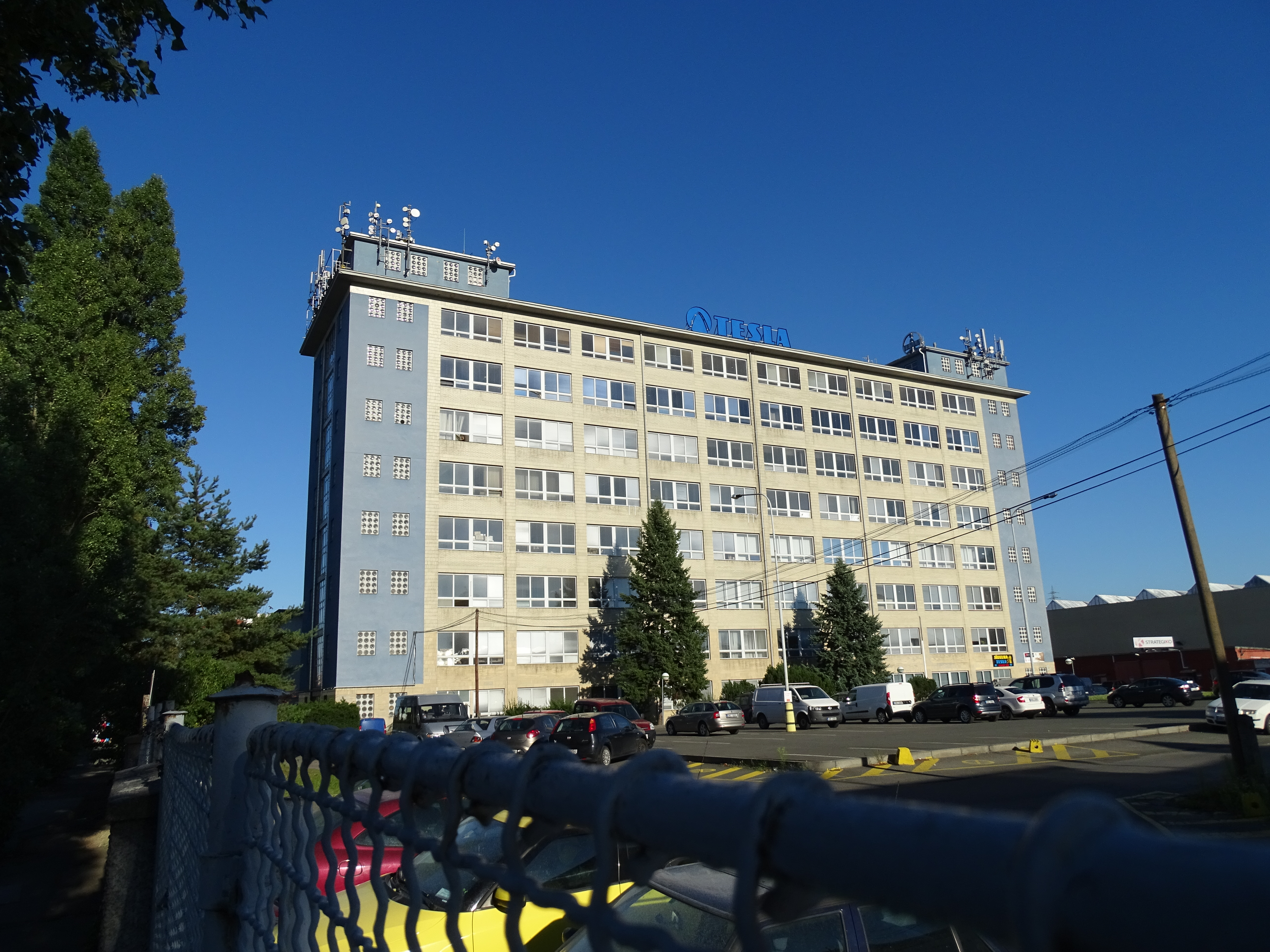
Výšková budova Tesly Hloubětín na ulici Poděbradská

V roce 1921 byla na Poděbradské postavena továrna na žárovky Elektra (budově čp. 186/56). V roce 1932 ji koupila nizozemská firma Philips a výrobu směřovala především na radiové přijímače. Po druhé světové válce tento velký průmyslový areál fungoval pod značkou Tesla Hloubětín, která byla součástí národního podniku Tesla se sídlem v Praze-Strašnicích založeného v roce 1946. Komplex se nachází přibližně mezi ulicemi U Elektry, Poděbradská, Nademlejnská a Hořejším rybníkem. Vyráběly se zde rozhlasové přijímače a vysílací techniky. Po společenských změnách v roce 1989 se přímým pokračovatelem koncernu Tesla v České republice a zároveň majitelem ochranné známky stala právě TESLA, akciová společnost Praha-Hloubětín. Firma se specializovala na vývoj a výrobu radioreléových zařízení pro vytváření mikrovlnných spojů, zabezpečovací zařízení a systémy, radonový program TERA určený k měření radonu v budovách, výrobu antén a anténních systémů, slaboproudé systémy, strukturované sítě a osazování desek plošných spojů.
Dne 11. října 1968 navštívil Teslu Hloubětín první tajemní ÚV KSČ Alexander Dubček. V projevu před dělníky se veřejně distancoval od organizace Klub angažovaných nestraníků (KAN) a sdružení politických vězňů K-231, které počátkem září ministerstvo vnitra zakázalo. Ve vystoupení také zaznělo: Otevřely se dveře živelnosti, ze které těží různé nátlakové skupiny jako K-231, kam se vetřeli různí Rambouskové s protisocialistickými zájmy. Učnice z Tesly Hloubětín, která toho dne přivítala a políbila prvního muže Pražského jara, se dostala na titulní stranu časopisu.
Společnost, která je dodavatelem v oblasti speciálních radiokomunikací a spojovací techniky pro vojenské stacionární a mobilní taktické sítě, se z Hloubětína přestěhovala do Vysočan, od 1. 1. 2021 je její nová adresa Rubeška 215/1. V areálu začala v polovině března 2021 demolice objektů. Central Group, developerská firma miliardáře Dušana Kunovského v lokalitě chystá rezidenční projekt, v rámci kterého zde vznikne 18 nových domů pro čtyři a půl tisíce lidí.

## Sousední katastry a obvody
- Městská část Praha 14
  - katastrální území Kyje
- Městská část Praha 9
  - katastrální území Hrdlořezy
  - katastrální území Vysočany
- Městská část Praha 19
  - katastrální území Kbely

## Naučné stezky

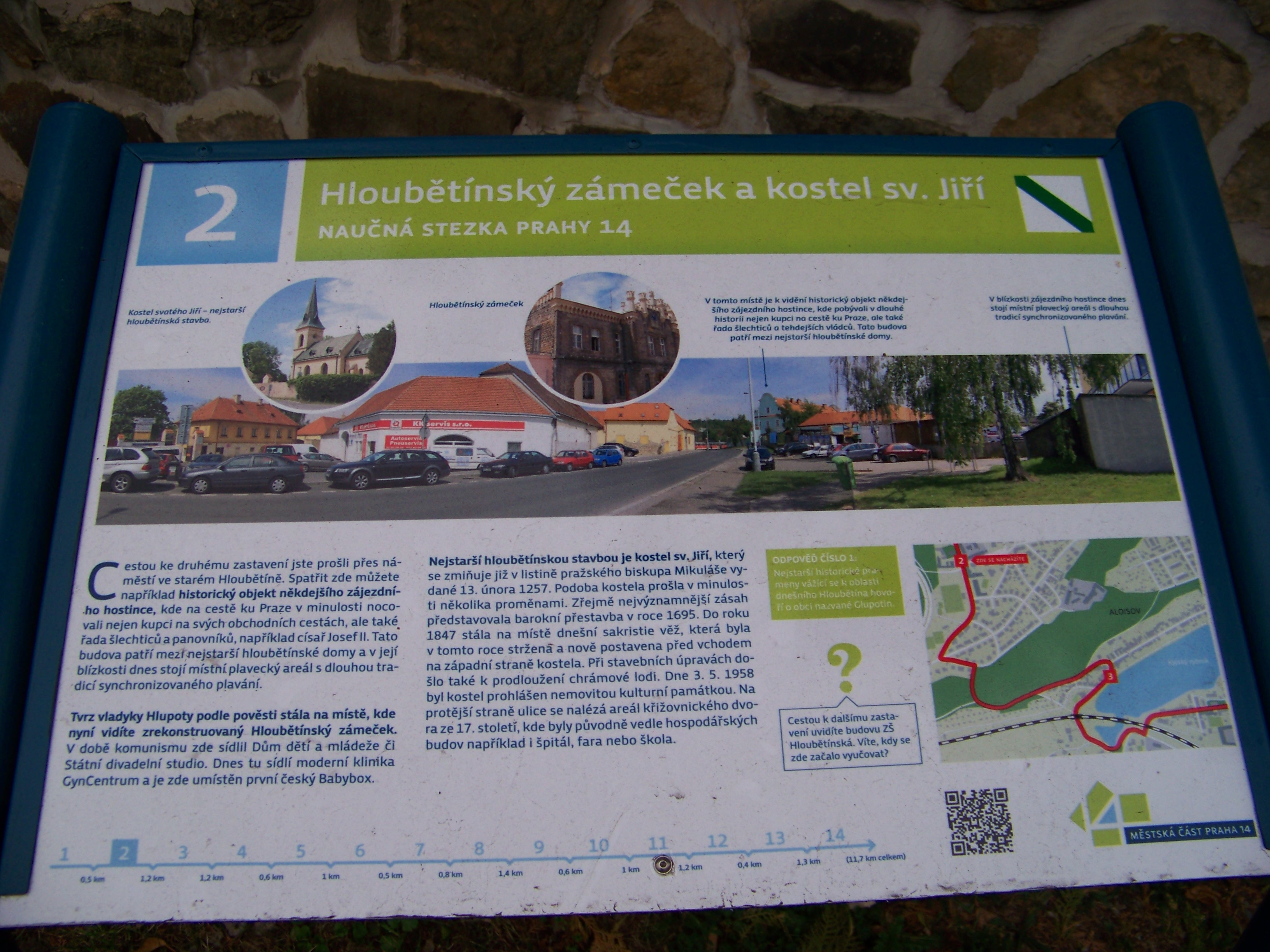
Zastávka č. 2 Naučné stezky Prahy 14

Hloubětínem procházejí dvě naučné stezky. V katastrálním území Hloubětína nebo v bezprostřední blízkosti jeho hranice se nacházejí následující zastávky:
- Naučná stezka Městská část Praha 9 – jihovýchodní stezka (otevřena v roce 2011)
  - 9. Kolonie Čína a obecní kolonie Za Aero
  - 10. Kejřův mlýn
  - 11. Pražský zlom
  - 12. Přírodní park Smetanka, Hořejší rybník a vrch Smetanka
  - 13. Bitva u Štěrbohol
- Naučná stezka Prahy 14 (otevřena v roce 2007, upravena v roce 2012)
  - 1. Hloubětín (na náměstí Hloubětín)
  - 2. Hloubětínský zámeček a kostel sv. Jiří (ulice Hloubětínská)
  - 14. Hutě (ulice Nad Hutěmi)

## Zajímavosti
Podle pověsti v domě čp. 19 bydlel kuchařský rod Baštů. Jeden člen tohoto rodu připravoval pokrmy pro samotného císaře Rudolfa II. Kuchař to byl tak výtečný, že se od té doby dobrému jídlu říká bašta. Možná toho rčení pochází až z 19. století, kdy jiný člen téhož rodu vařil u hraběnky v Jirnech a zemřel jako devadesátiletý v roce 1935.

### V kultuře
Ladislav Fuks několikrát zmínil Hloubětín v novele Spalovač mrtvol (1967).
„No a támhle,“ řekl pan Kopfrkingl a ukázal rukou, „támhle se lomí řeka. Tam je Hloubětín. Tam je někde Kateřinská ulice...“ řekl a ukázal rukou, „není odsud vidět. Je asi příliš malá, já jsem v ní nikdy nebyl. Já znám jen Kateřinskou v Praze II.“